# Représentations diplomatiques de l'Italie

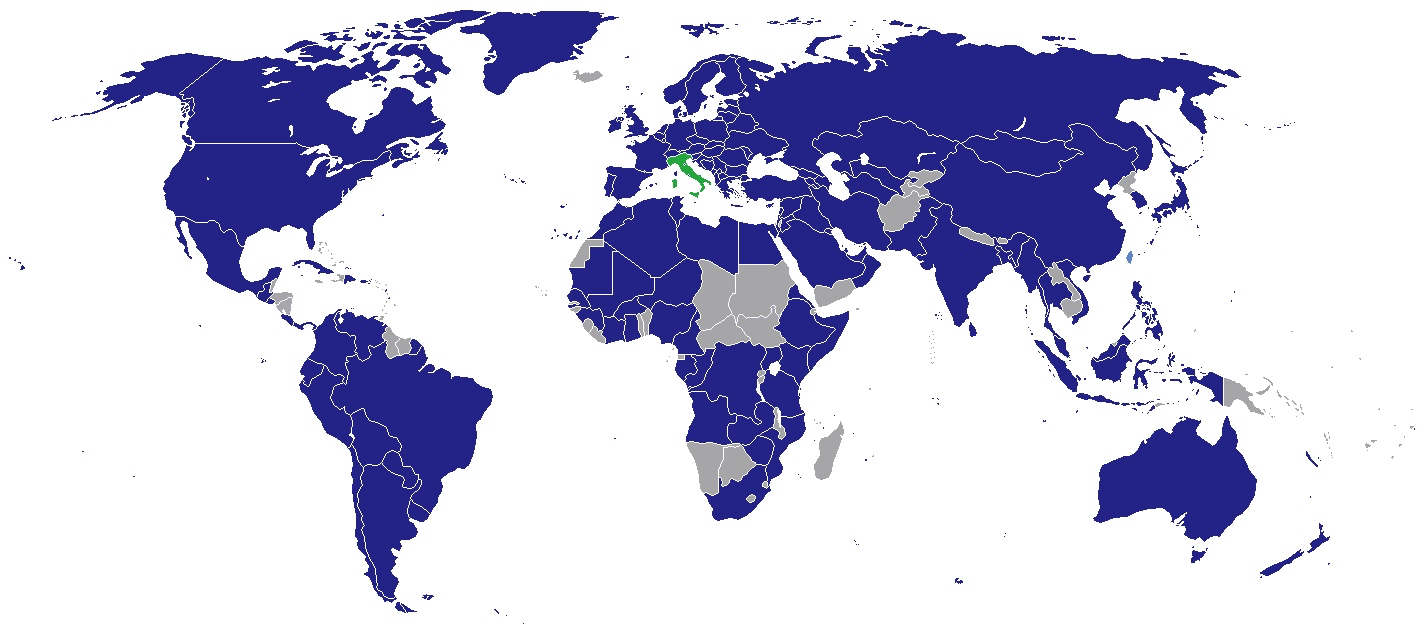
Missions diplomatiques de l'Italie.

Cette liste comprend les représentations diplomatiques de l'Italie, à l'exclusion des consulats honoraires. L'Italie possède un vaste réseau mondial de missions diplomatiques. 
C'est le seul pays au monde à avoir une ambassade sur son propre territoire - l'ambassade d'Italie près le Saint-Siège est à Rome.

## Afrique
- Afrique du Sud
  - Pretoria (ambassade)
  - Johannesbourg (consulat général)
  - Le Cap (consulat)
- Algérie
  - Alger (ambassade)
- Angola
  - Luanda (ambassade)
- Burkina Faso
  - Ouagadougou (ambassade)
- Cameroun
  - Yaoundé (ambassade)
- Côte d'Ivoire
  - Abidjan (ambassade)
- Égypte
  - Le Caire (ambassade)
- Érythrée
  - Asmara (ambassade)
- Éthiopie
  - Addis-Abeba (ambassade)
- Gabon
  - Libreville (ambassade)
- Ghana
  - Accra (ambassade)
- Guinée
  - Conakry (ambassade)
- Kenya
  - Nairobi (ambassade)
- Libye
  - Tripoli (ambassade)
  - Benghazi (consulat général)
- Mali
  - Bamako (ambassade)
- Maroc
  - Rabat (ambassade)
  - Casablanca (consulat général)
- Mauritanie
  - Nouakchott (ambassade)
- Mozambique
  - Maputo (ambassade)
- Niger
  - Niamey (ambassade)
- Nigeria
  - Abuja (ambassade)
  - Lagos (consulat général)
- Ouganda
  - Kampala (ambassade)
- République démocratique du Congo
  - Kinshasa (ambassade)
- République du Congo
  - Brazzaville (ambassade)
- Sénégal
  - Dakar (ambassade)
- Somalie
  - Mogadiscio (ambassade)
- Soudan
  - Khartoum (ambassade)
- Tanzanie
  - Dar es Salam (ambassade)
- Tunisie
  - Tunis (ambassade)
- Zambie
  - Lusaka (ambassade)
- Zimbabwe
  - Harare (ambassade)

## Amérique
- Argentine
  - Buenos Aires (ambassade)
  - Bahía Blanca (consulat général)
  - Córdoba (consulat général)
  - La Plata (consulat général)
  - Rosario (consulat général)
  - Mar del Plata (consulat)
  - Mendoza (consulat)
  - Lomas de Zamora (Agence consulaire)
  - Morón (Agence consulaire)
- Bolivie
  - La Paz (ambassade)
- Brésil
  - Brasilia (ambassade)
  - Curitiba (consulat général)
  - Porto Alegre (consulat général)
  - Rio de Janeiro (consulat général)
  - São Paulo (consulat général)
  - Belo Horizonte (consulat)
  - Recife (consulat)
- Canada
  - Ottawa (ambassade)
  - Montréal (consulat général)
  - Toronto (consulat général)
  - Vancouver (consulat général)
- Chili
  - Santiago (ambassade)
- Colombie
  - Bogota (ambassade)
- Costa Rica
  - San José (ambassade)
- Cuba
  - La Havane (ambassade)
- Équateur
  - Quito (ambassade)
- États-Unis
  - Washington (ambassade)
  - Boston (consulat général)
  - Chicago (consulat général)
  - Houston (consulat général)
  - Los Angeles (consulat général)
  - Miami (consulat général)
  - New York (consulat général)
  - Philadelphie (consulat général)
  - San Francisco (consulat général)
  - Détroit (consulat de première classe)
- Guatemala
  - Guatemala (ambassade)
- Mexique
  - Mexico (ambassade)
- Nicaragua
  - Managua (ambassade)
- Panama
  - Panama (ambassade)
- Paraguay
  - Asuncion (ambassade)
- Pérou
  - Lima (ambassade)
- République dominicaine
  - Saint-Domingue (ambassade)
- Salvador
  - San Salvador (ambassade)
- Uruguay
  - Montevideo (ambassade)
- Venezuela
  - Caracas (ambassade)
  - Maracaibo (consulat)

## Asie
- Arabie saoudite
  - Riyad (ambassade)
  - Djeddah (consulat général)
- Arménie
  - Erevan (ambassade)
- Azerbaïdjan
  - Bakou (ambassade)
- Bahreïn
  - Manama (ambassade)
- Bangladesh
  - Dacca (ambassade)
- Birmanie
  - Rangoun (ambassade)
- Chine
  - Pékin (ambassade)
  - Chongqing (consulat général)
  - Canton (consulat général)
  - Hong Kong (consulat général)
  - Shanghai (consulat général)
- Corée du Sud
  - Séoul (ambassade)
- Émirats arabes unis
  - Abou Dabi (ambassade)
  - Dubaï (consulat général)
- Géorgie
  - Tbilissi (ambassade)
- Inde
  - New Delhi (ambassade)
  - Bombay (consulat général)
  - Calcutta (consulat général)
- Indonésie
  - Jakarta (ambassade)
- Irak
  - Bagdad (ambassade)
- Iran
  - Téhéran (ambassade)
- Israël
  - Tel Aviv-Jaffa (ambassade)
  - Jérusalem (consulat général)[1]
- Japon
  - Tokyo (ambassade)
  - Osaka (consulat général)
- Jordanie
  - Amman (ambassade)
- Kazakhstan
  - Noursoultan (ambassade)
- Koweït
  - Koweït (ambassade)
- Liban
  - Beyrouth (ambassade)
- Malaisie
  - Kuala Lumpur (ambassade)
- Mongolie
  - Oulan-Bator (ambassade)
- Oman
  - Mascate (ambassade)
- Ouzbékistan
  - Tachkent (ambassade)
- Pakistan
  - Islamabad (ambassade)
  - Karachi (consulat général)
- Palestine
  - Jérusalem (consulat général)[1]
- Philippines
  - Manille (ambassade)
- Qatar
  - Doha (ambassade)
- Singapour
  - Singapour (ambassade)
- Sri Lanka
  - Colombo (ambassade)
- Syrie
  - Damas (ambassade)
- Taïwan
  - Taipei (bureau italien de promotion économique, commerciale et culturelle)
- Thaïlande
  - Bangkok (ambassade)
- Turkménistan
  - Achgabat (ambassade)
- Turquie
  - Ankara (ambassade)
  - Istanbul (consulat général)
  - Izmir (consulat)
- Vietnam
  - Hanoï (ambassade)
  - Hô-Chi-Minh-Ville (consulat général)
- Yémen
  - Sanaa (ambassade)[2]

## Europe
- Albanie
  - Tirana (ambassade)
  - Vlora (consulat général)
- Allemagne
  - Berlin (ambassade)
  - Cologne (consulat général)
  - Francfort-sur-le-Main (consulat général)
  - Hanovre (consulat général)
  - Munich (consulat général)
  - Stuttgart (consulat général)
  - Dortmund (consulat)
  - Fribourg-en-Brisgau (consulat)
  - Wolfsburg (Agence consulaire)
- Autriche
  - Vienne (ambassade)
- Belgique
  - Bruxelles (ambassade)
  - Charleroi (consulat général)
- Biélorussie
  - Minsk (ambassade)
- Bosnie-Herzégovine
  - Sarajevo (ambassade)
- Bulgarie
  - Sofia (ambassade)
- Chypre
  - Nicosie (ambassade)
- Croatie
  - Zagreb (ambassade)
  - Rijeka (consulat général)
- Danemark
  - Copenhague (ambassade)
- Espagne
  - Madrid (ambassade)
  - Barcelone (consulat général)
- Estonie
  - Tallinn (ambassade)
- Finlande
  - Helsinki (ambassade)
- France
  - Paris (ambassade)
  - Paris (consulat général)
  - Lyon (consulat général)
  - Marseille (consulat général)
  - Metz (consulat général)
  - Nice (consulat général)
- Grèce
  - Athènes (ambassade)
- Hongrie
  - Budapest (ambassade)
- Irlande
  - Dublin (ambassade)
- Kosovo
  - Pristina (ambassade)
- Lettonie
  - Riga (ambassade)
- Lituanie
  - Vilnius (ambassade)
- Luxembourg
  - Luxembourg (ambassade)
- Macédoine du Nord
  - Skopje (ambassade)
- Malte
  - La Valette (ambassade)
- Moldavie
  - Chișinău (ambassade)
- Monaco
  - Monaco (ambassade)
- Monténégro
  - Podgorica (ambassade)
- Norvège
  - Oslo (ambassade)
- Pays-Bas
  - La Haye (ambassade)
- Pologne
  - Varsovie (ambassade)
- Portugal
  - Lisbonne (ambassade)
- République tchèque
  - Prague (ambassade)
- Roumanie
  - Bucarest (ambassade)
- Royaume-Uni
  - Londres (ambassade)
  - Édimbourg (consulat général)
- Russie
  - Moscou (ambassade)
  - Saint-Pétersbourg (consulat général)
- Saint-Marin
  - Saint-Marin (ambassade)
- Serbie
  - Belgrade (ambassade)
- Slovaquie
  - Bratislava (ambassade)
- Slovénie
  - Ljubljana (ambassade)
  - Koper (consulat général)
- Suède
  - Stockholm (ambassade)
- Suisse
  - Berne (ambassade)
  - Genève (consulat général)
  - Lugano (consulat général)
  - Zurich (consulat général)
  - Bâle (consulat)
- Ukraine
  - Kiev (ambassade)
- Vatican
  - Rome (ambassade)[note 1]

## Océanie
- Australie
  - Canberra (ambassade)
  - Melbourne (consulat général)
  - Sydney (consulat général)
  - Adélaïde (consulat)
  - Brisbane (consulat)
  - Perth (consulat)
- Nouvelle-Zélande
  - Wellington (ambassade)

## Organisations internationales
- Union européenne
  - Bruxelles (représentation permanente)
  - Strasbourg (représentation permanente auprès du Conseil de l'Europe)
- OTAN
  - Bruxelles (représentation permanente)
- Nations unies
  - New York (représentation permanente)
  - Genève (représentation permanente)
  - Rome (représentation permanente)
- Organisation pour la sécurité et la coopération en Europe
  - Vienne
- Genève (représentation permanente auprès des organisations internationales)
- Paris (représentation permanente auprès des organisations internationales)
- Vienne (représentation permanente auprès des organisations internationales)

## Galerie

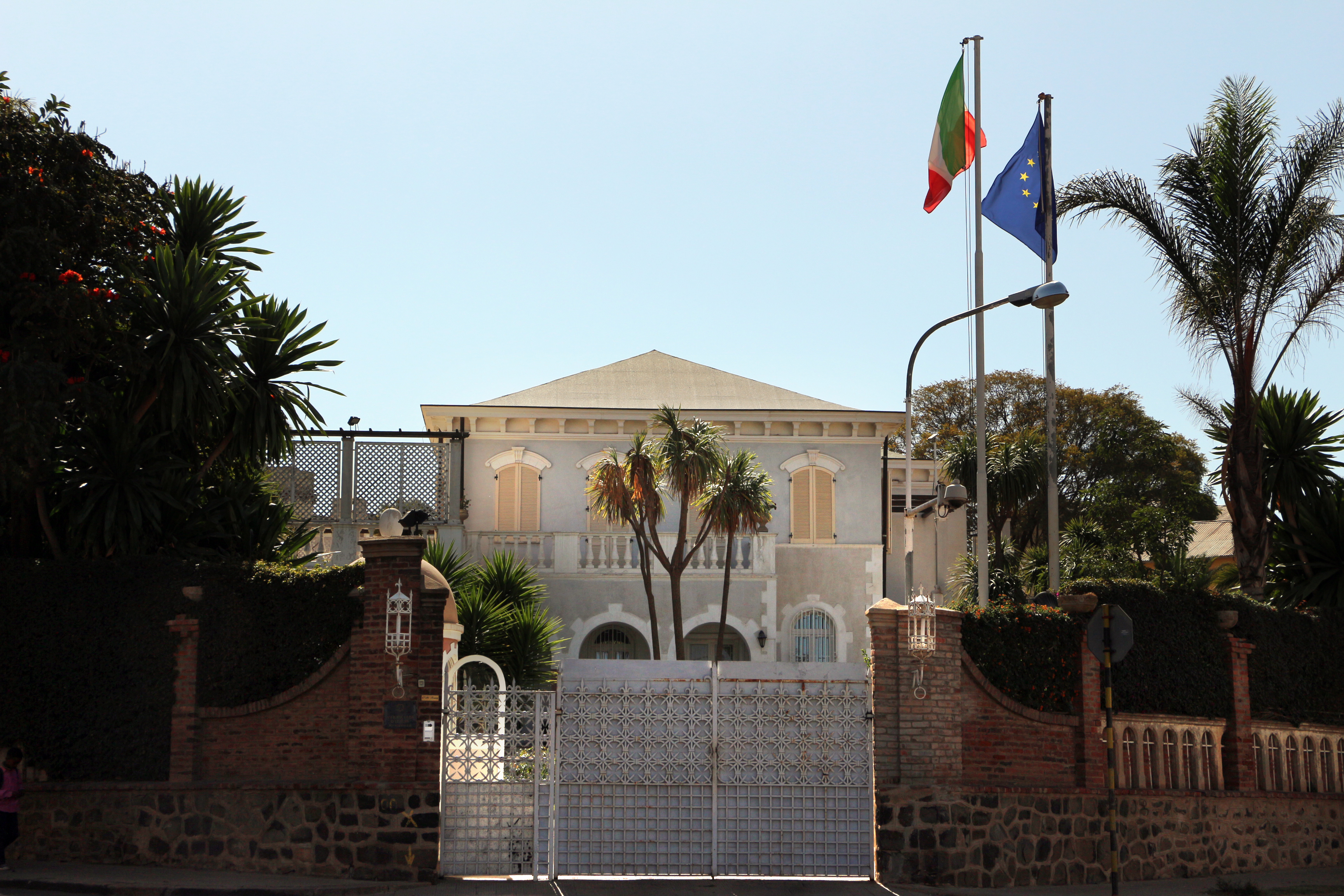
Ambassade à Asmara.
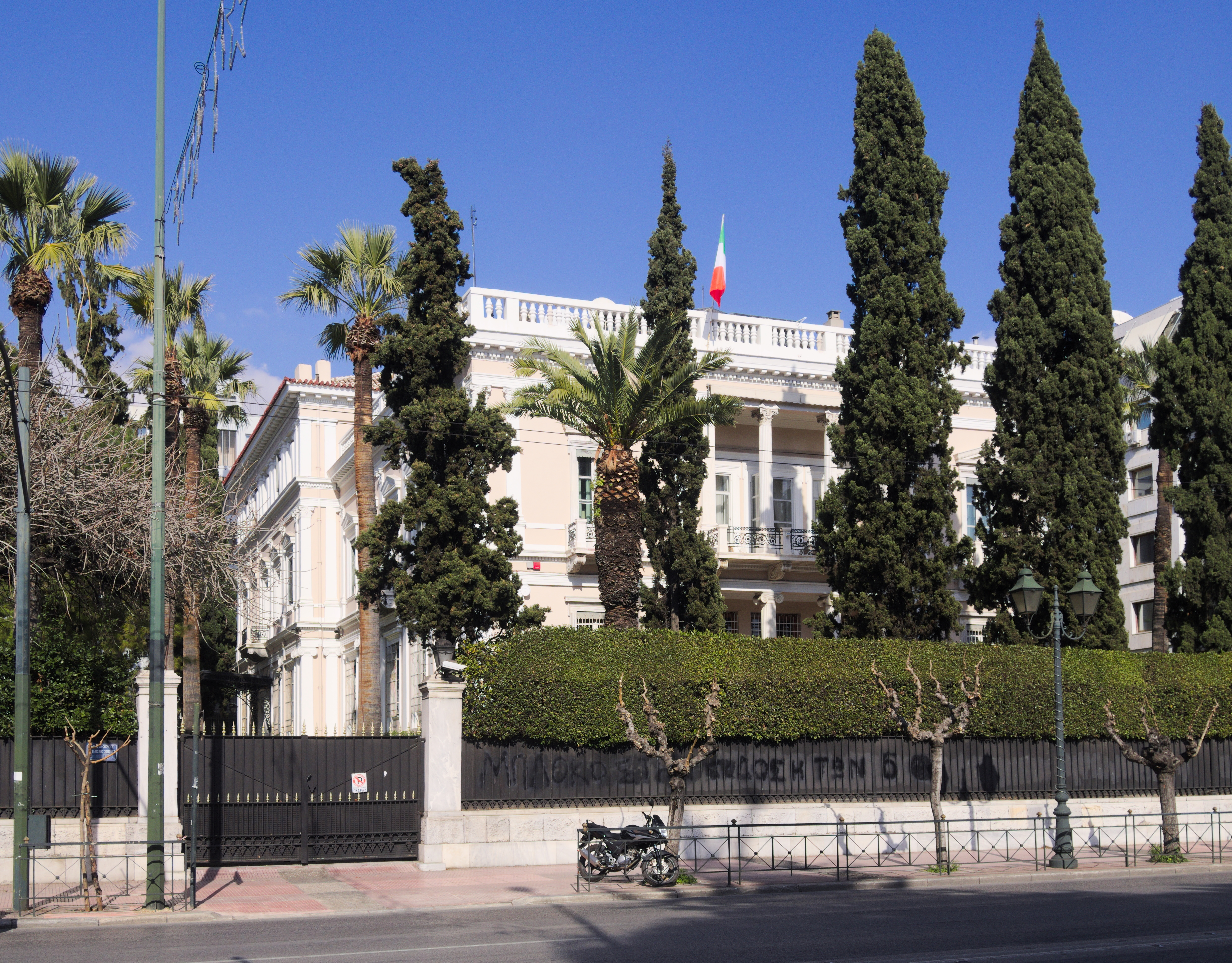
Ambassade à Athènes.
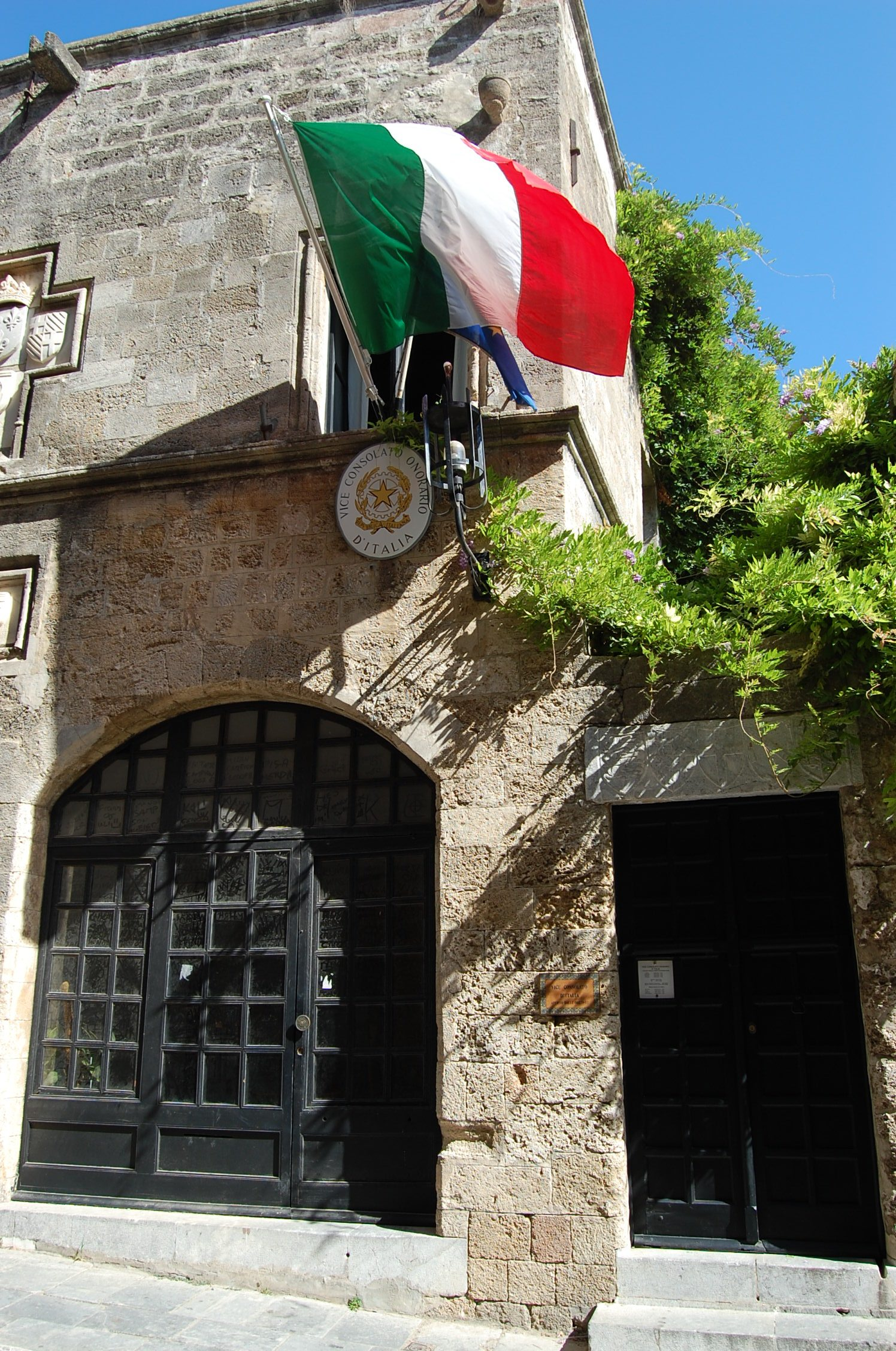
Consulat à Rhodes.
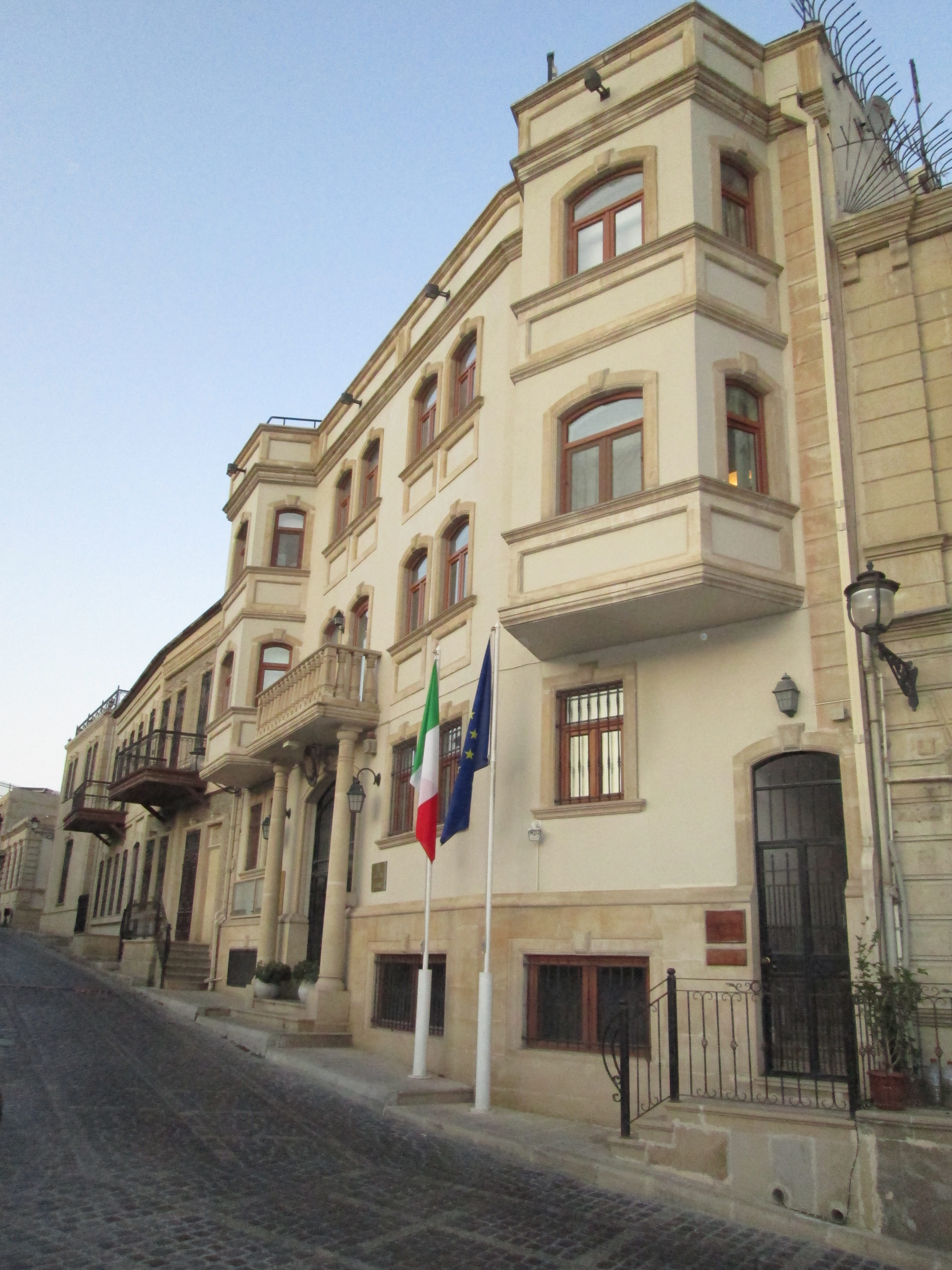
Ambassade à Bakou.
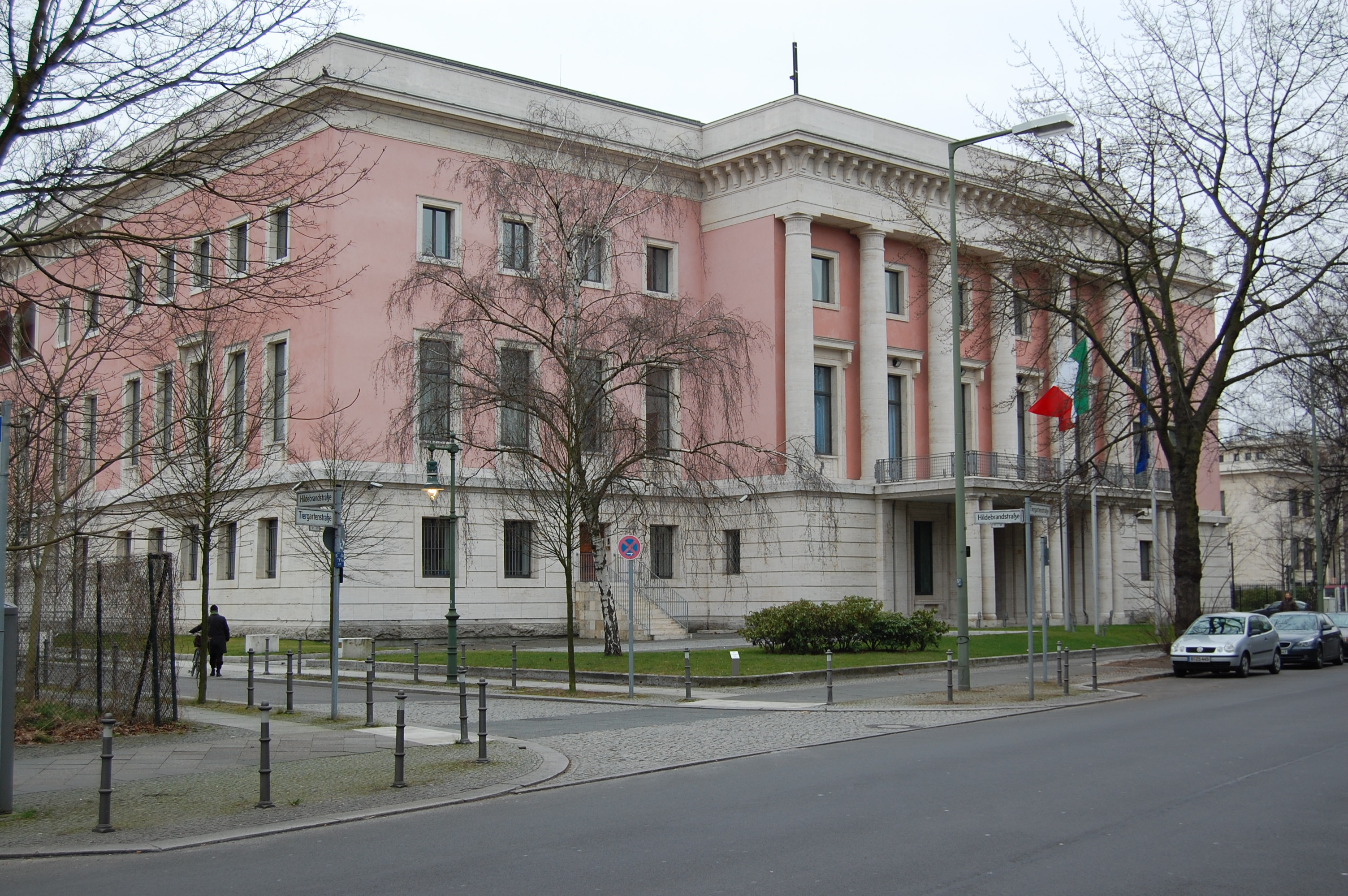
Ambassade à Berlin.
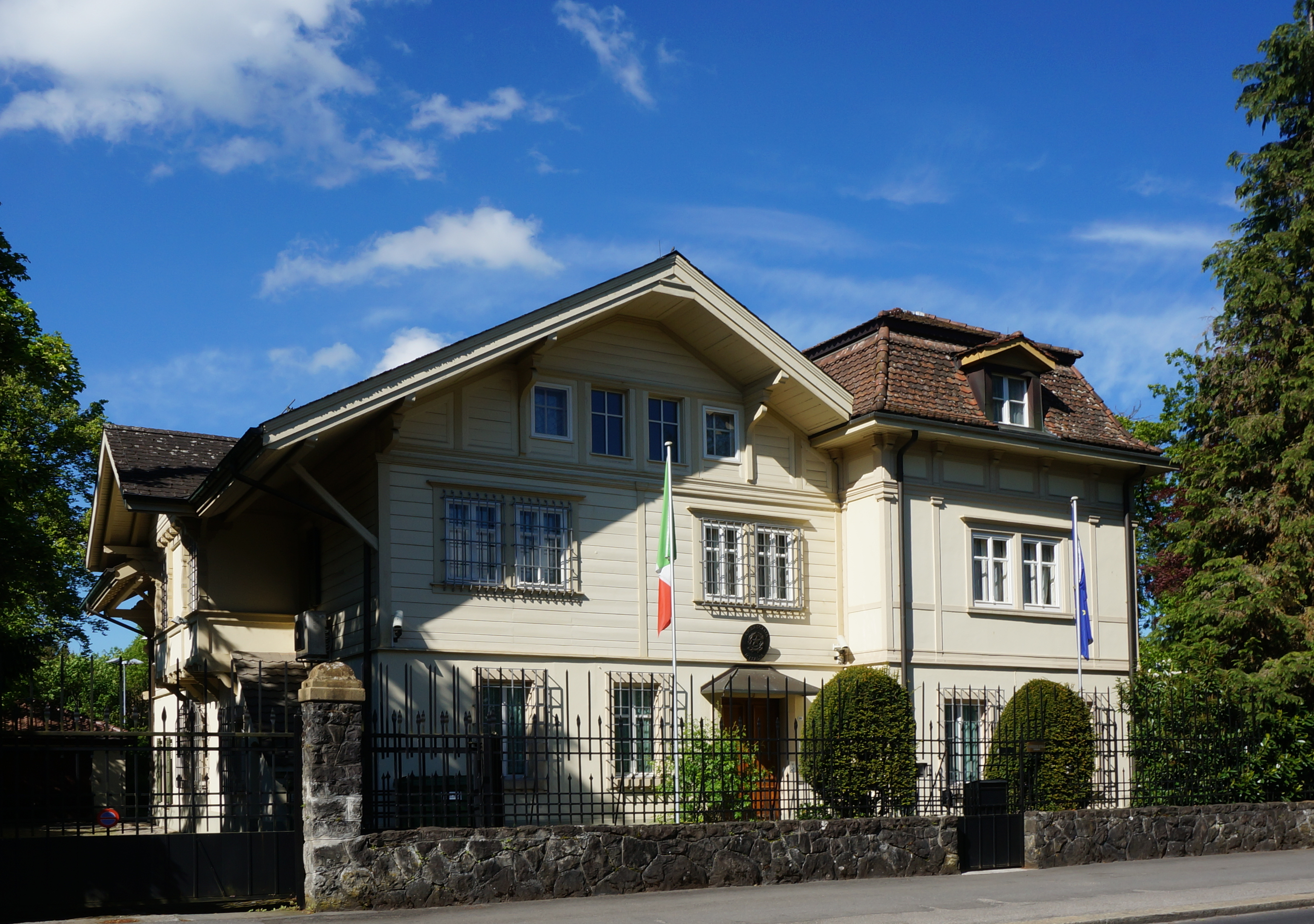
Ambassade à Berne.
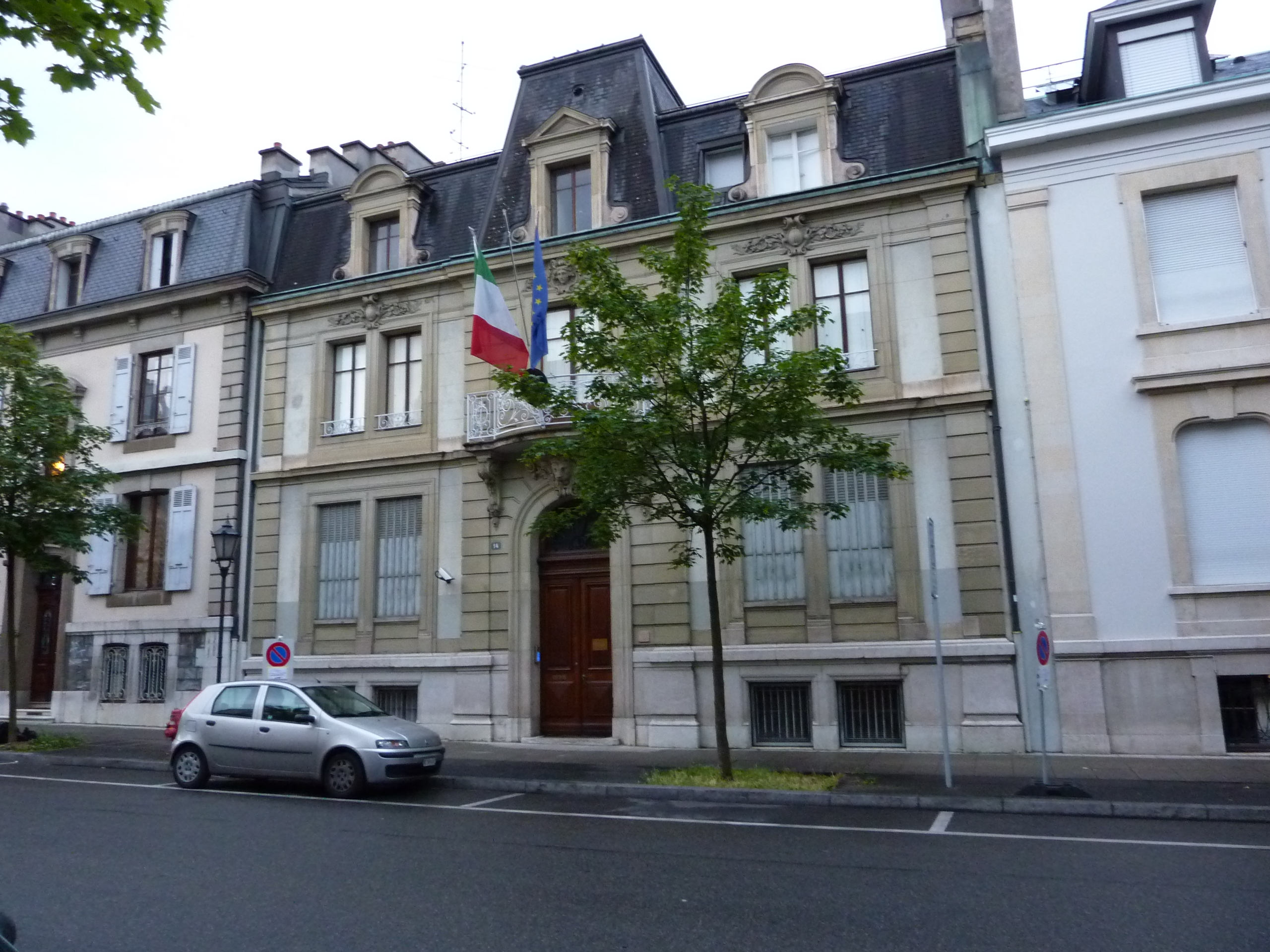
Consulat général à Genève.
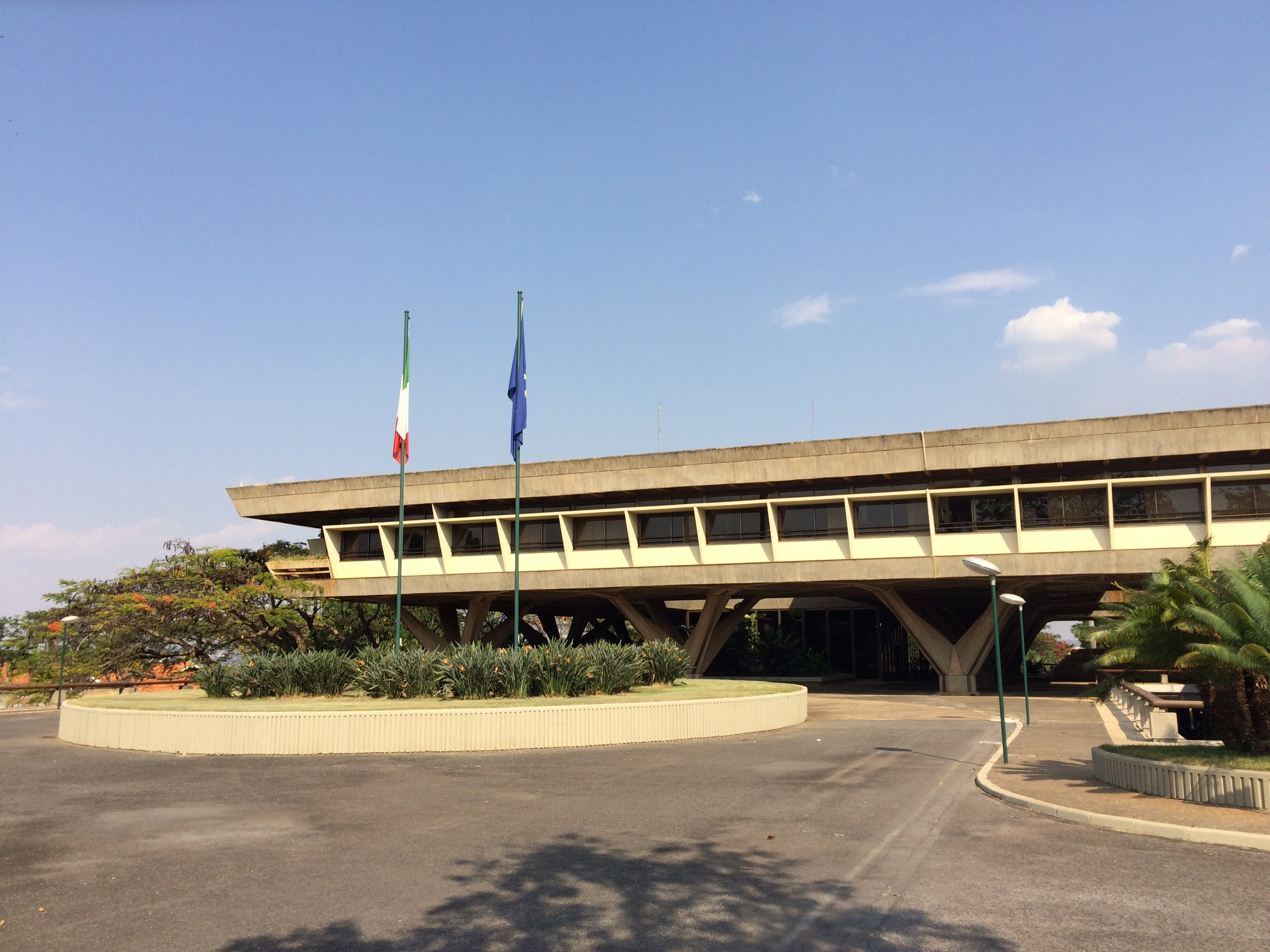
Ambassade à Brasilia.
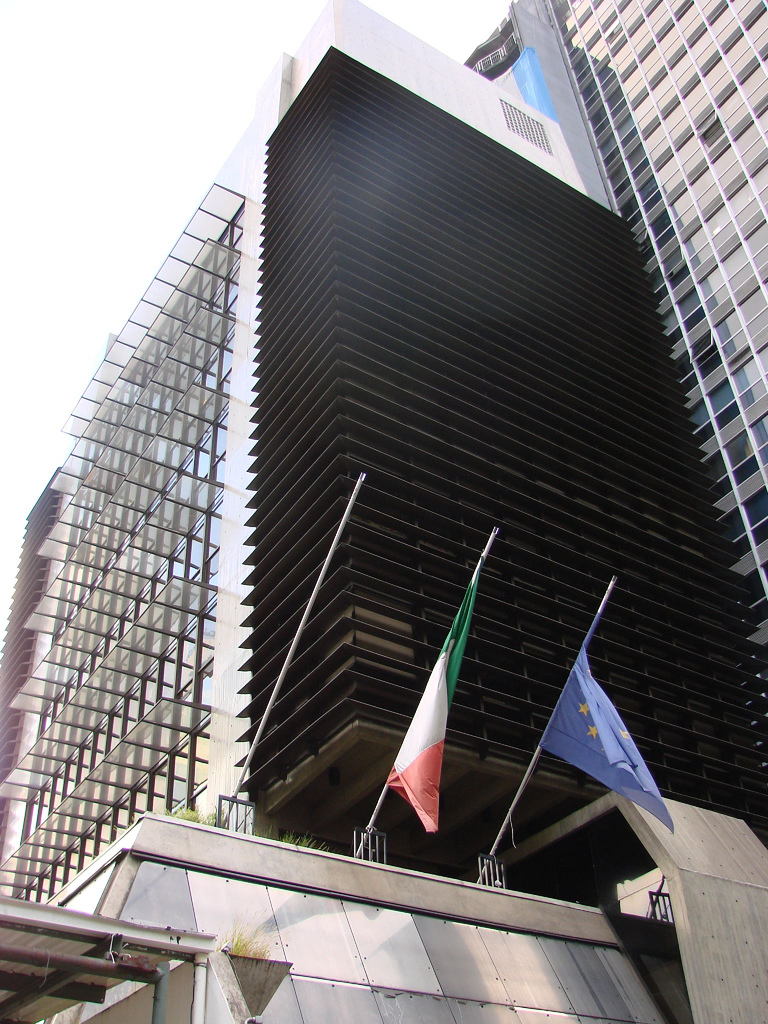
Consulat général à São Paulo.
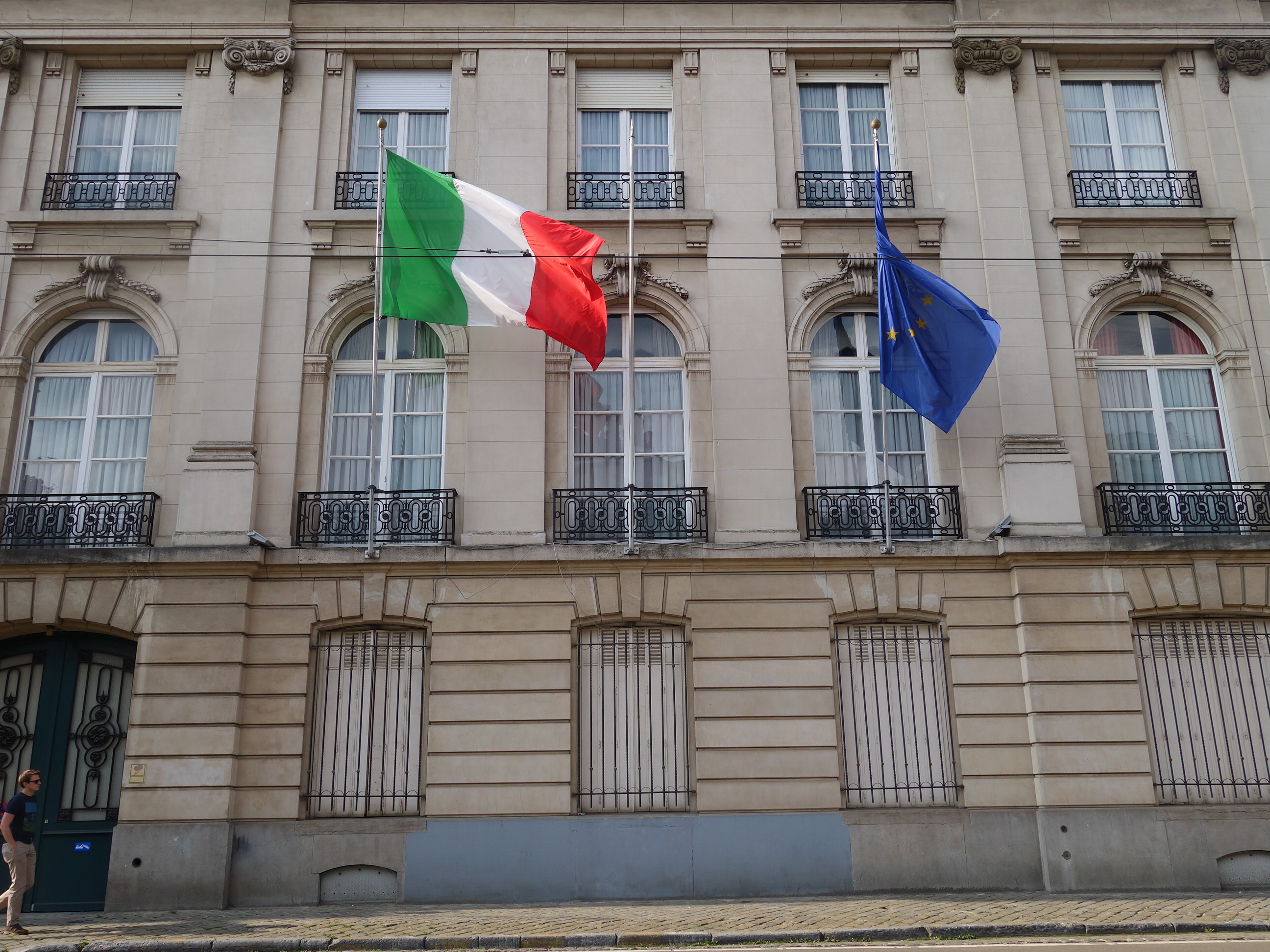
Ambassade à Bruxelles.
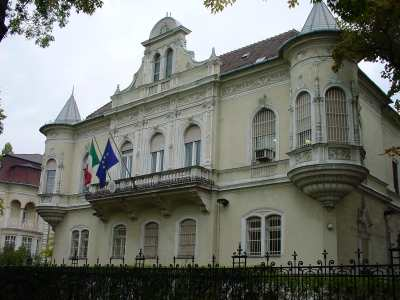
Ambassade à Budapest.
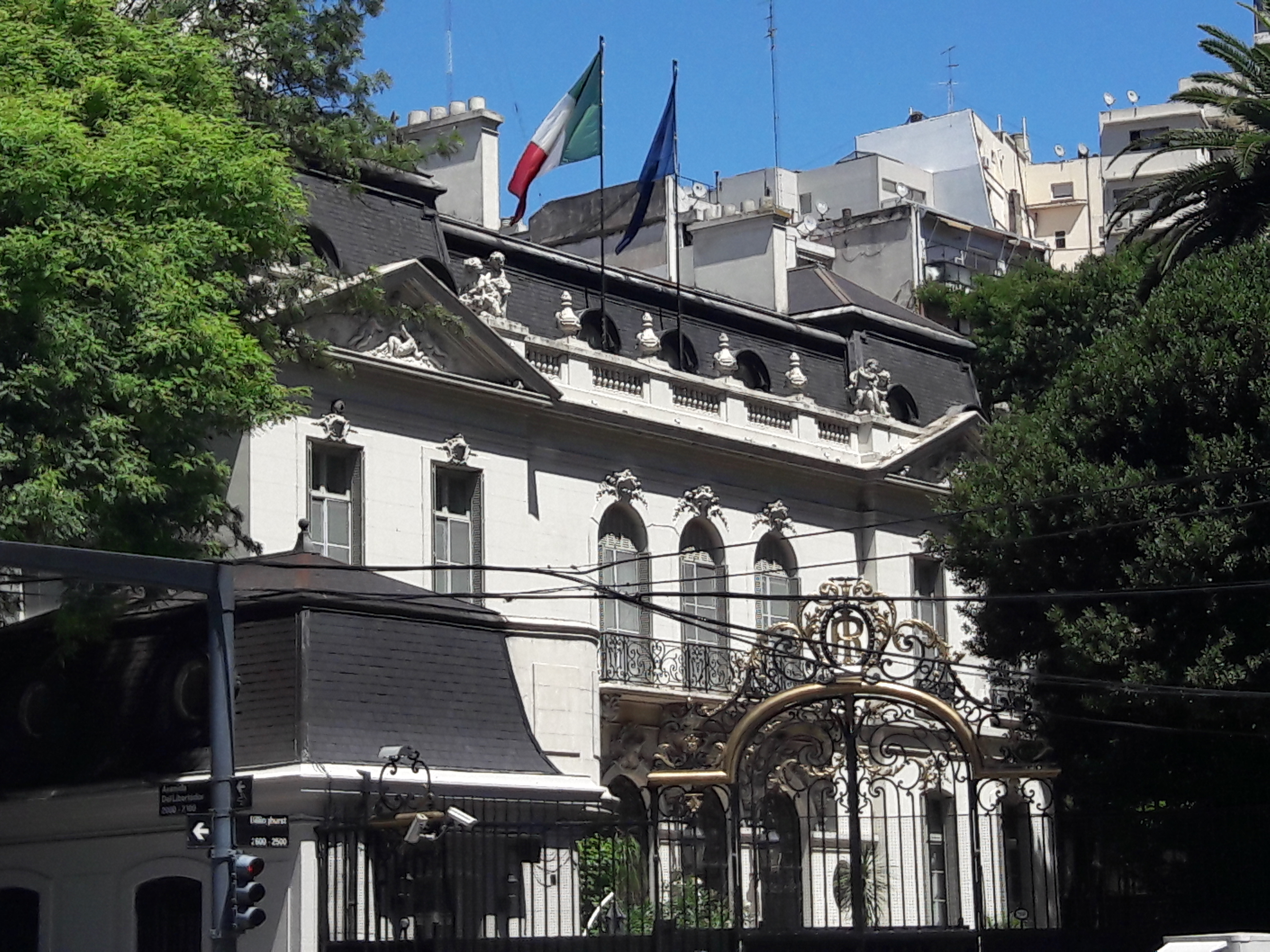
Ambassade à Buenos Aires.
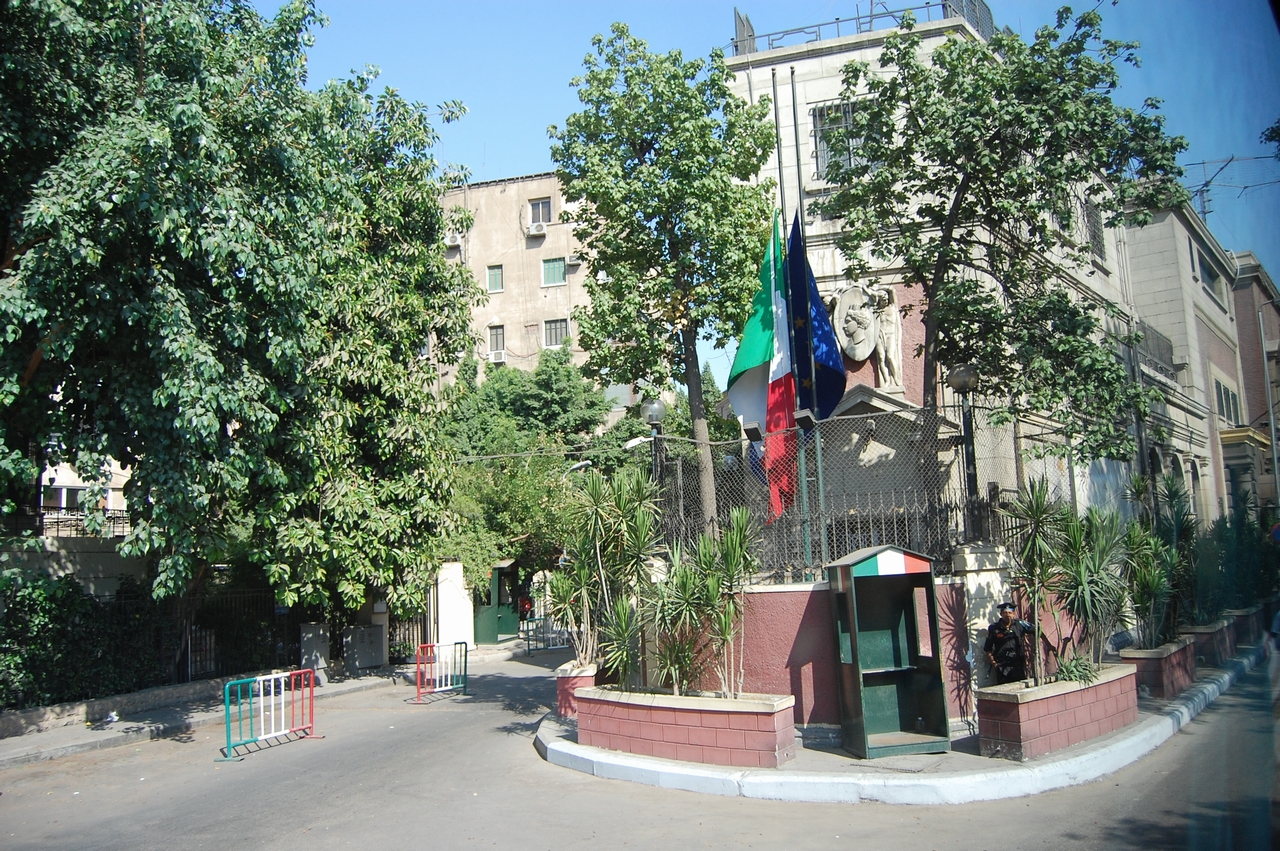
Ambassade à Le Caire.
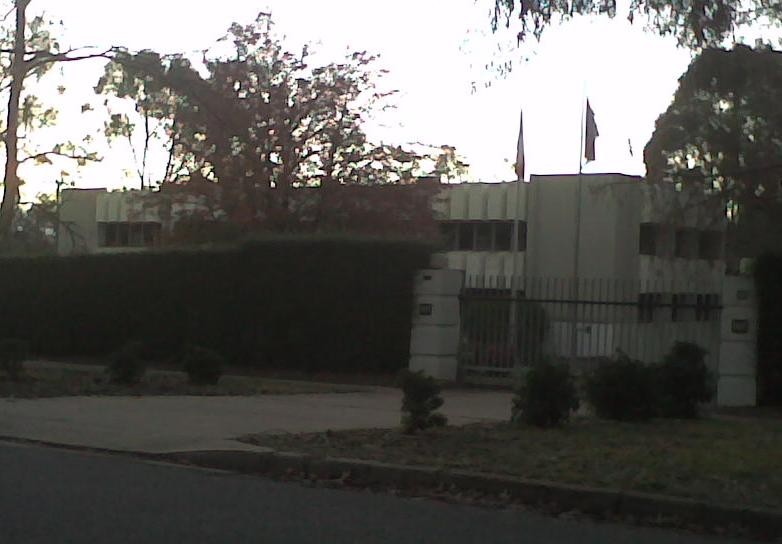
Ambassade à Canberra.
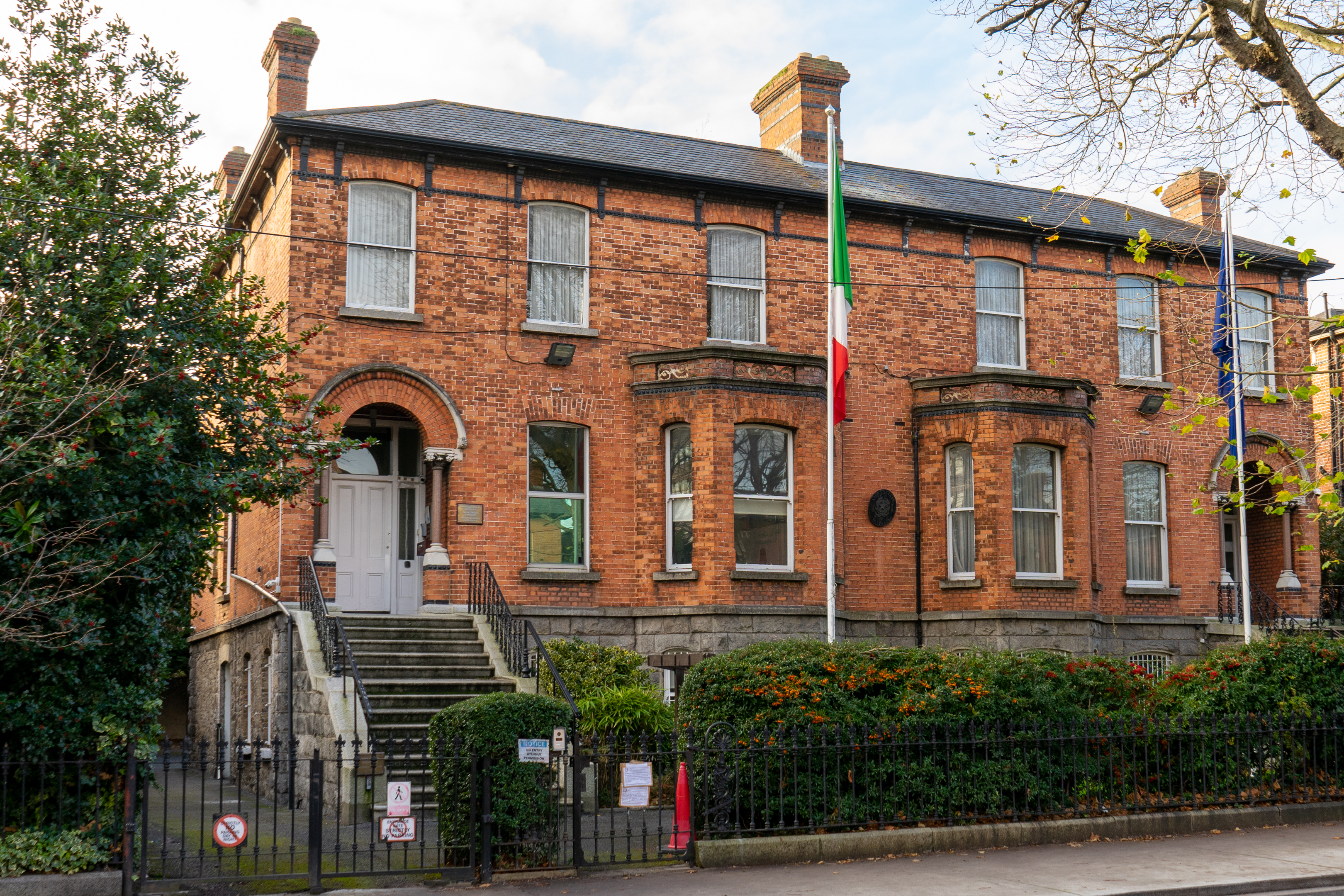
Ambassade à Dublin.
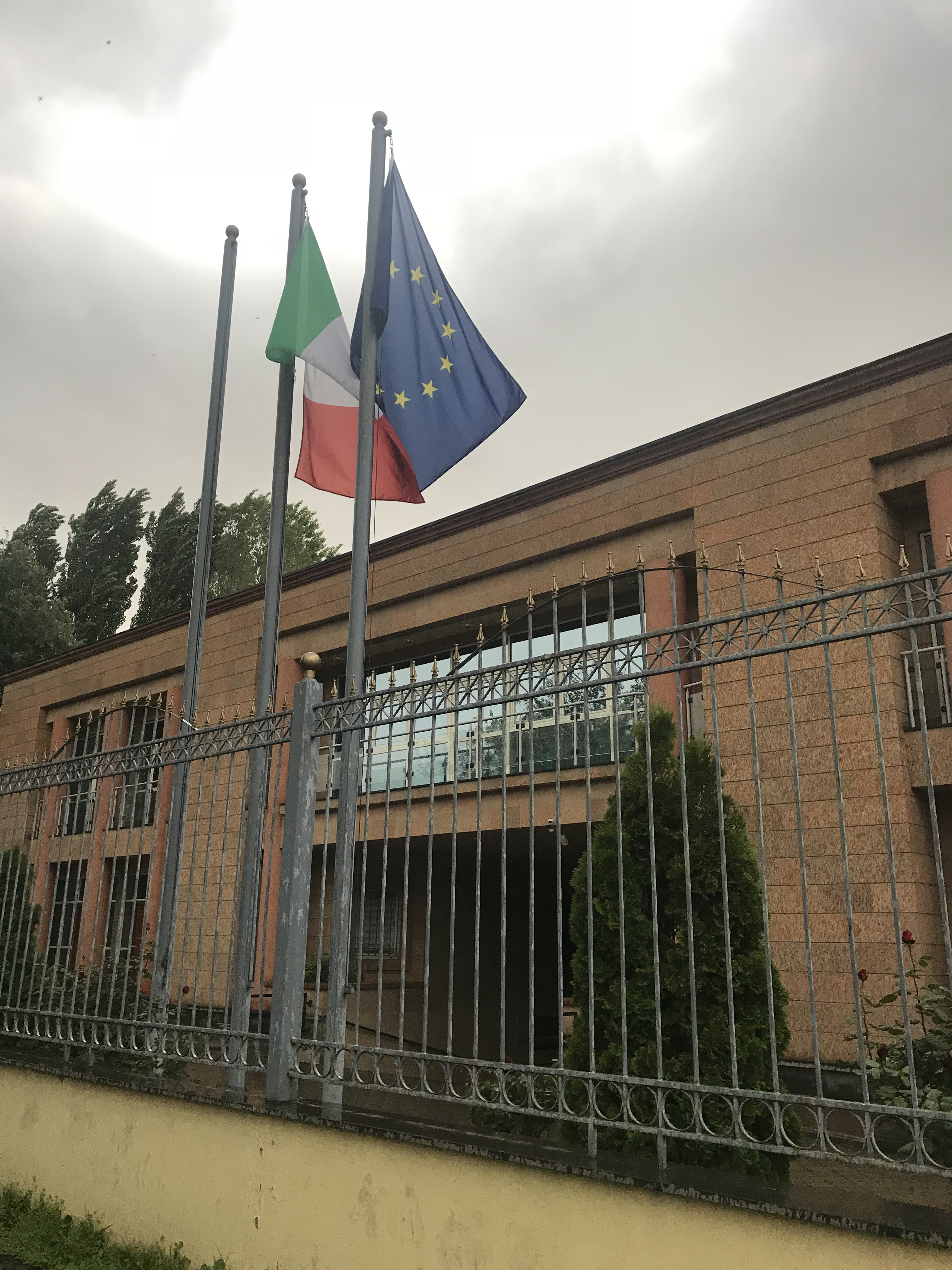
Ambassade à Erevan.
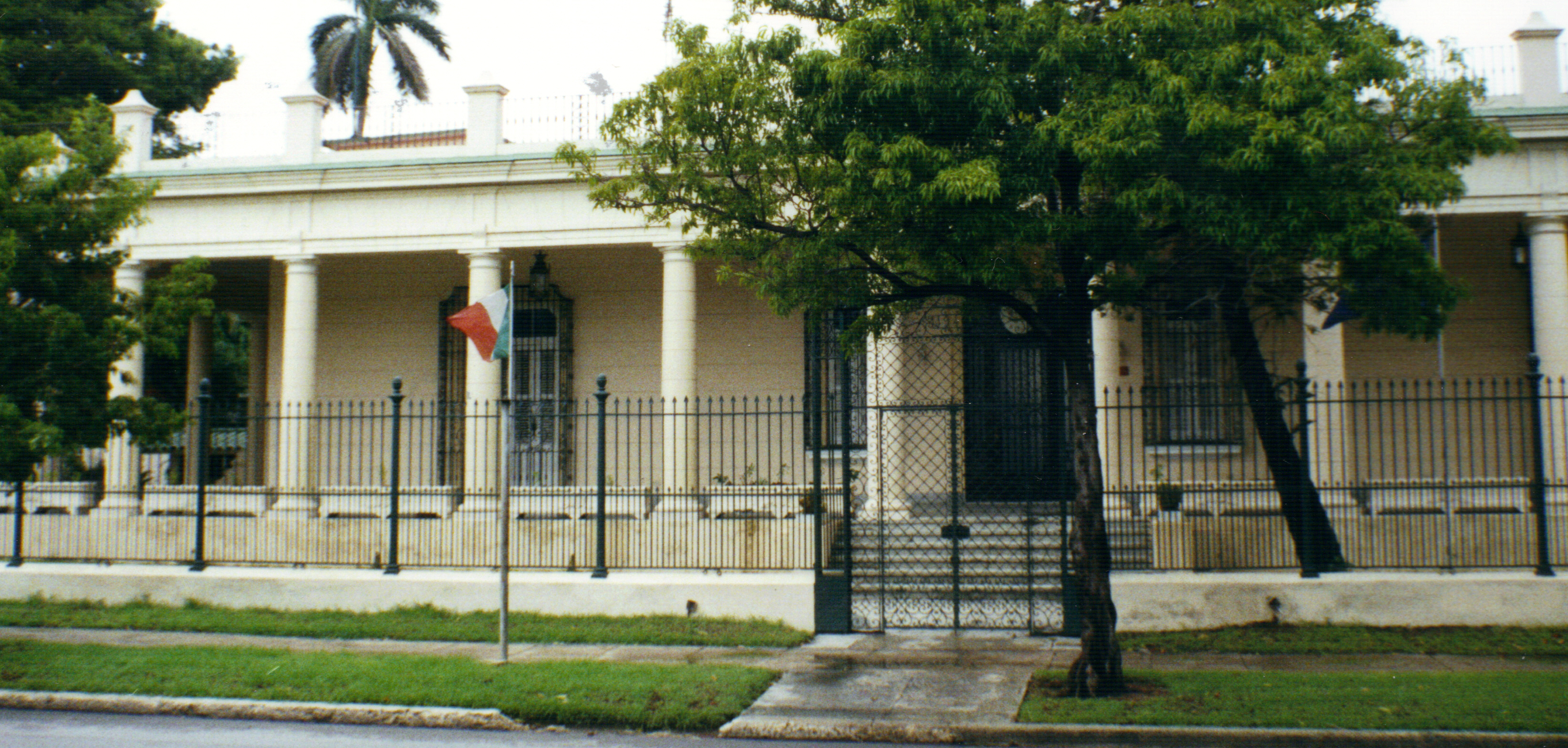
Ambassade à La Havane.
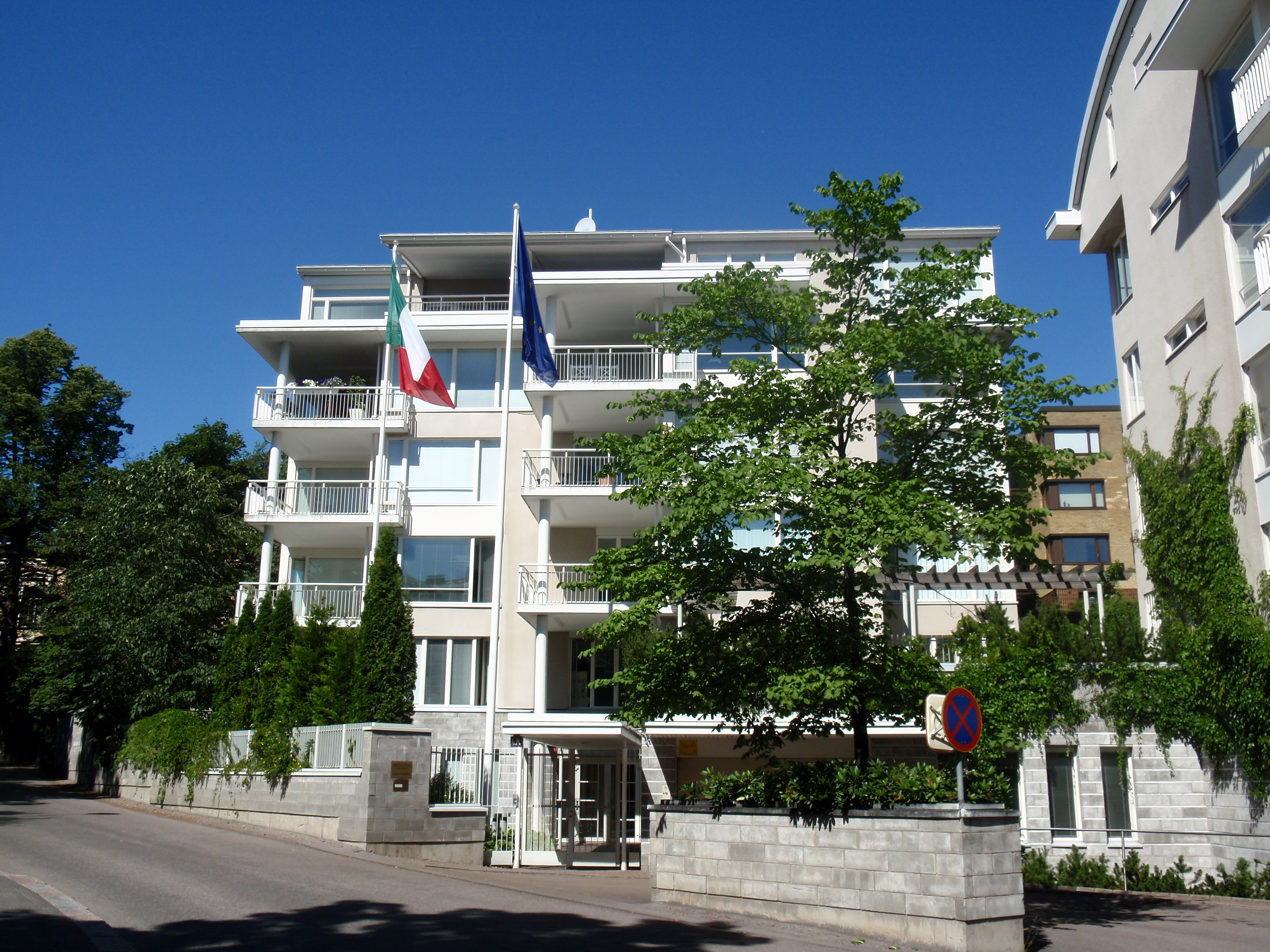
Ambassade à Helsinki.
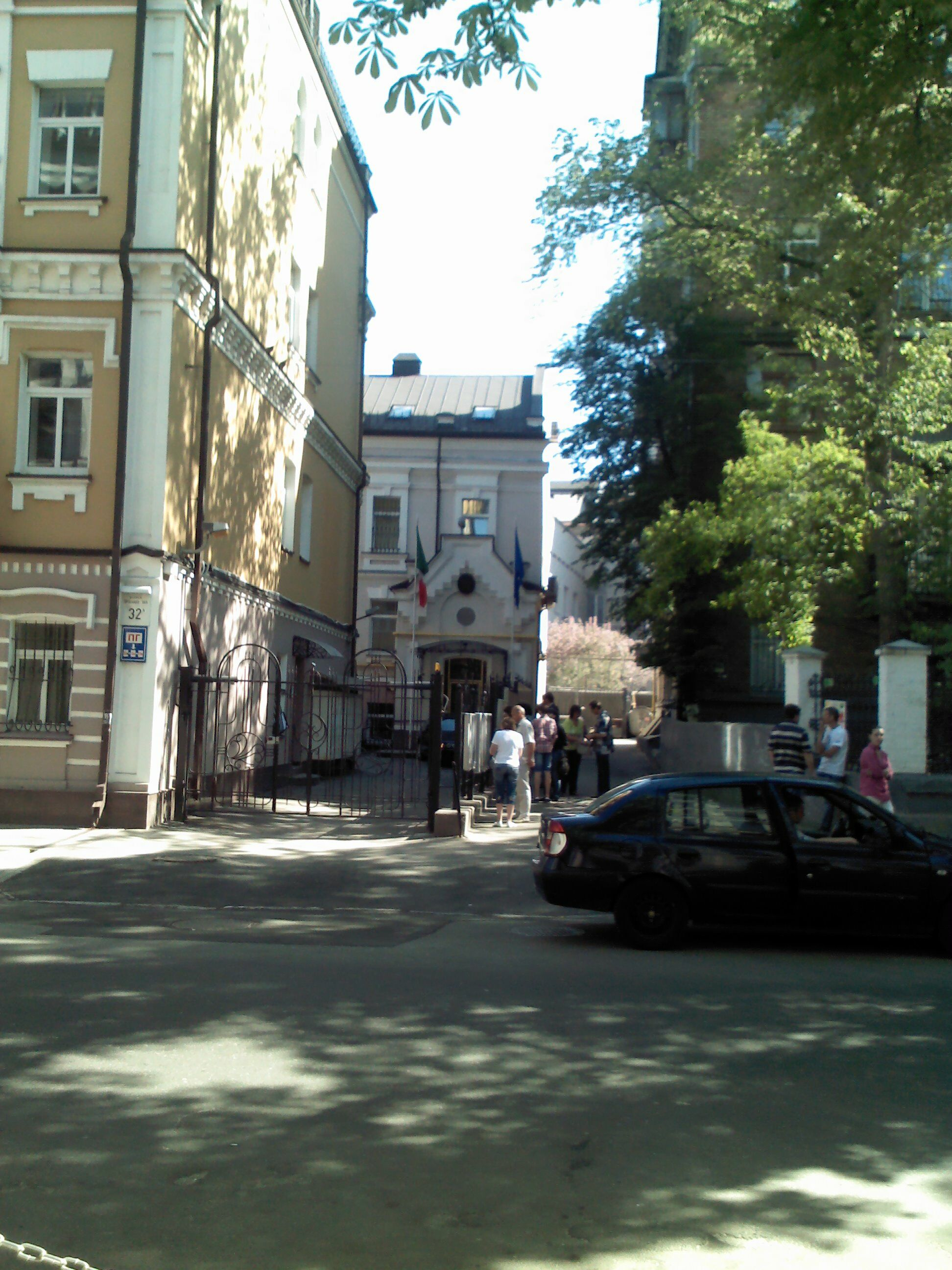
Ambassade à Kiev.
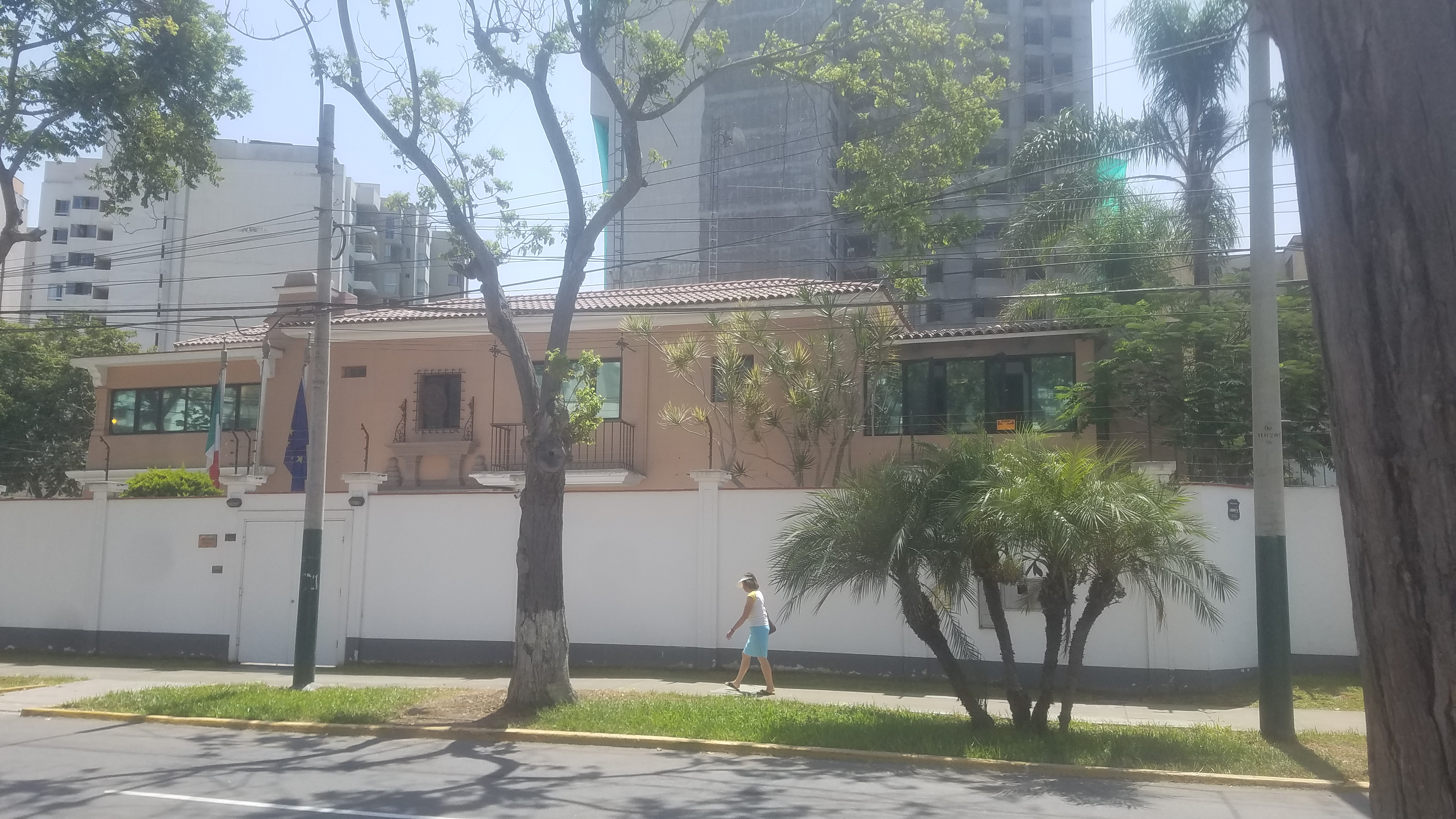
Ambassade à Lima.
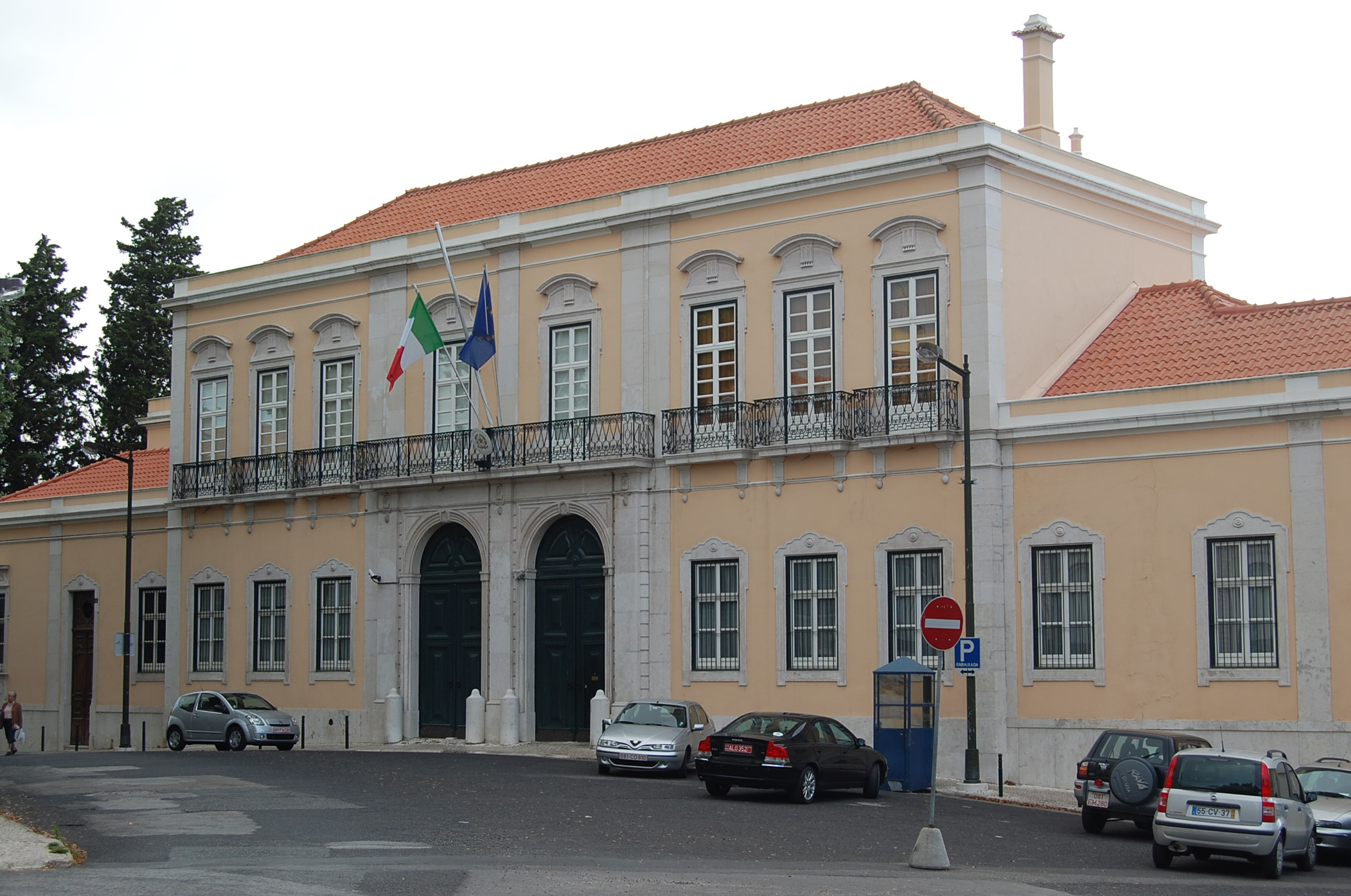
Ambassade à Lisbonne.
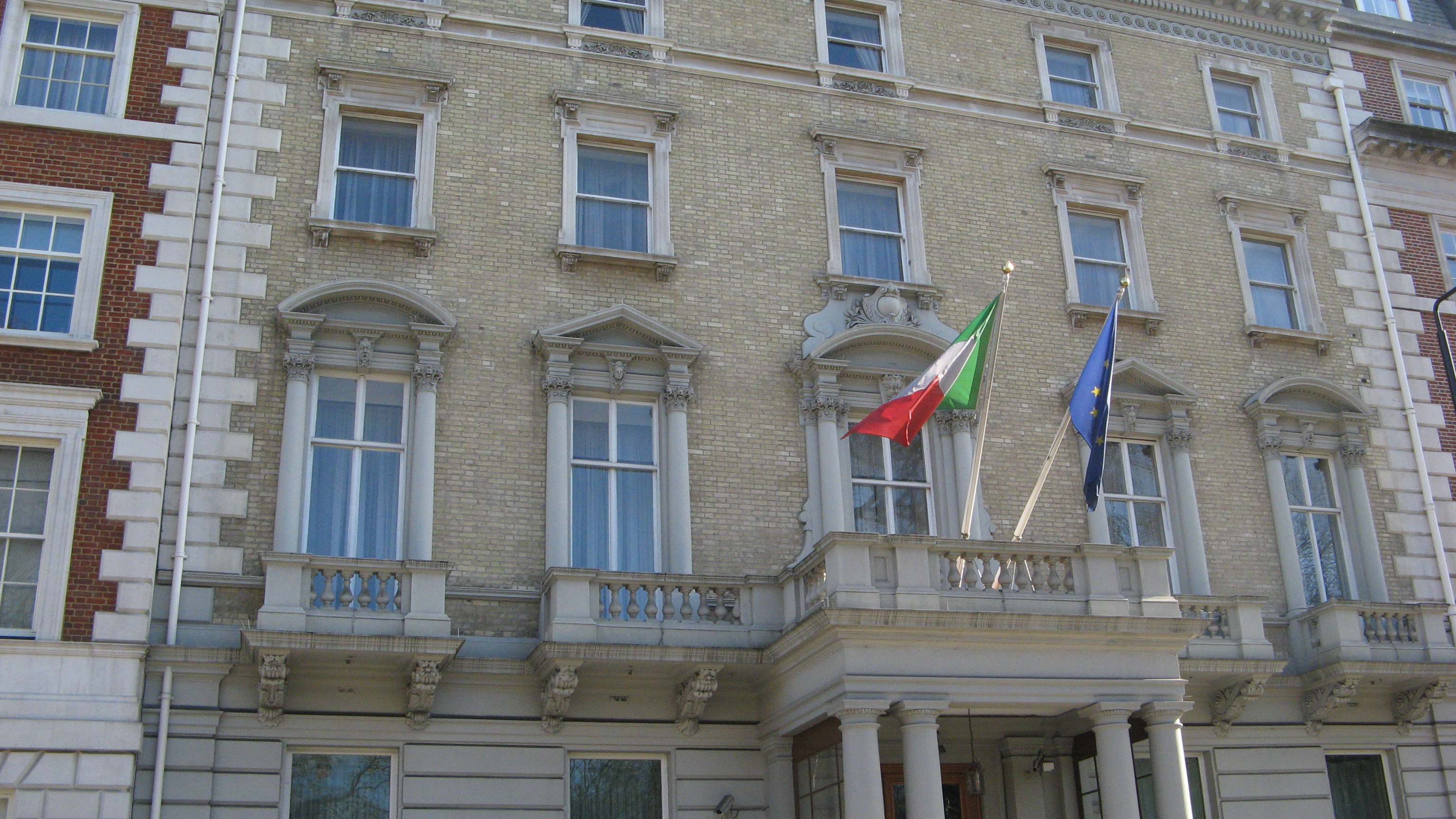
Ambassade à Londres.
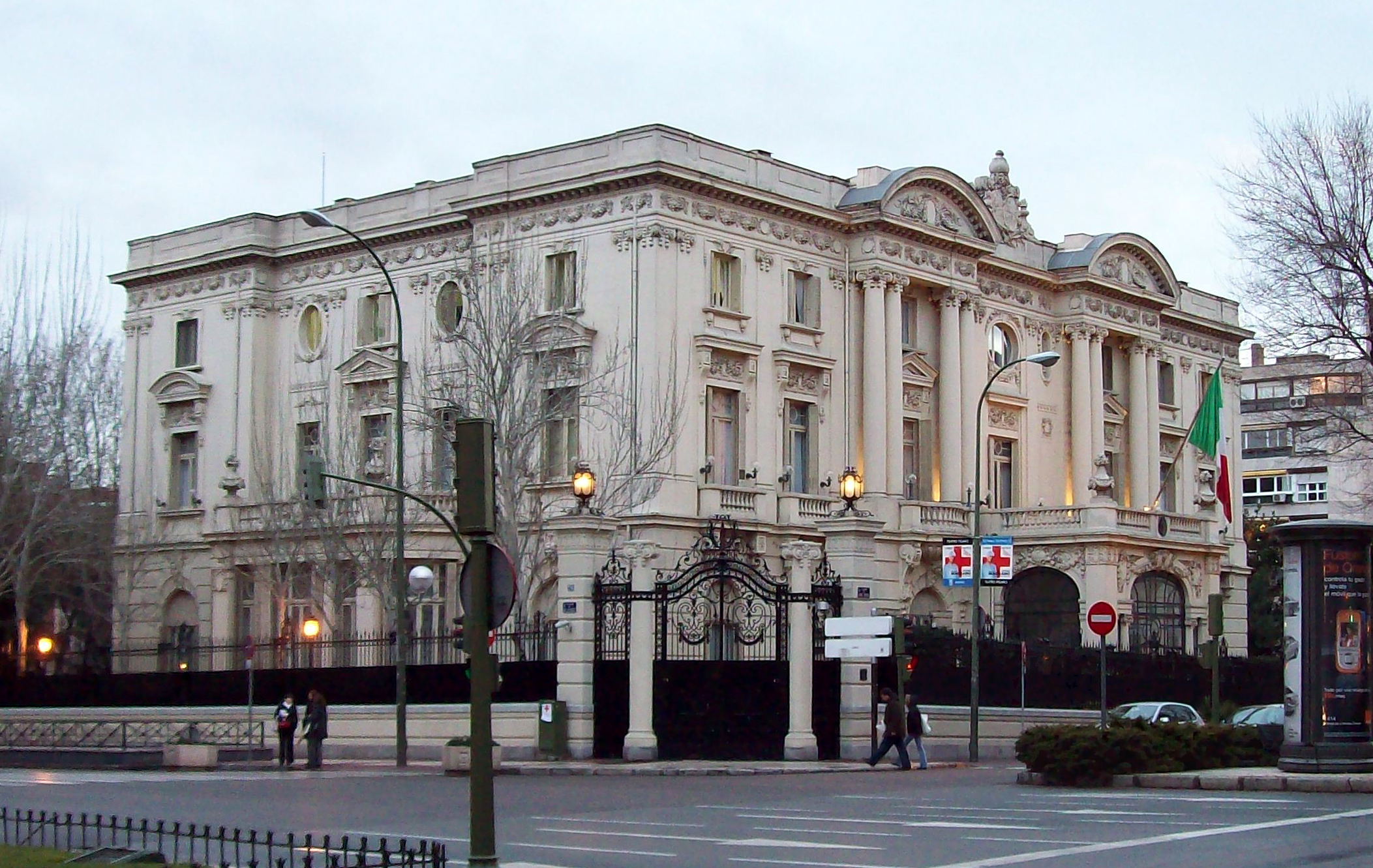
Ambassade à Madrid.
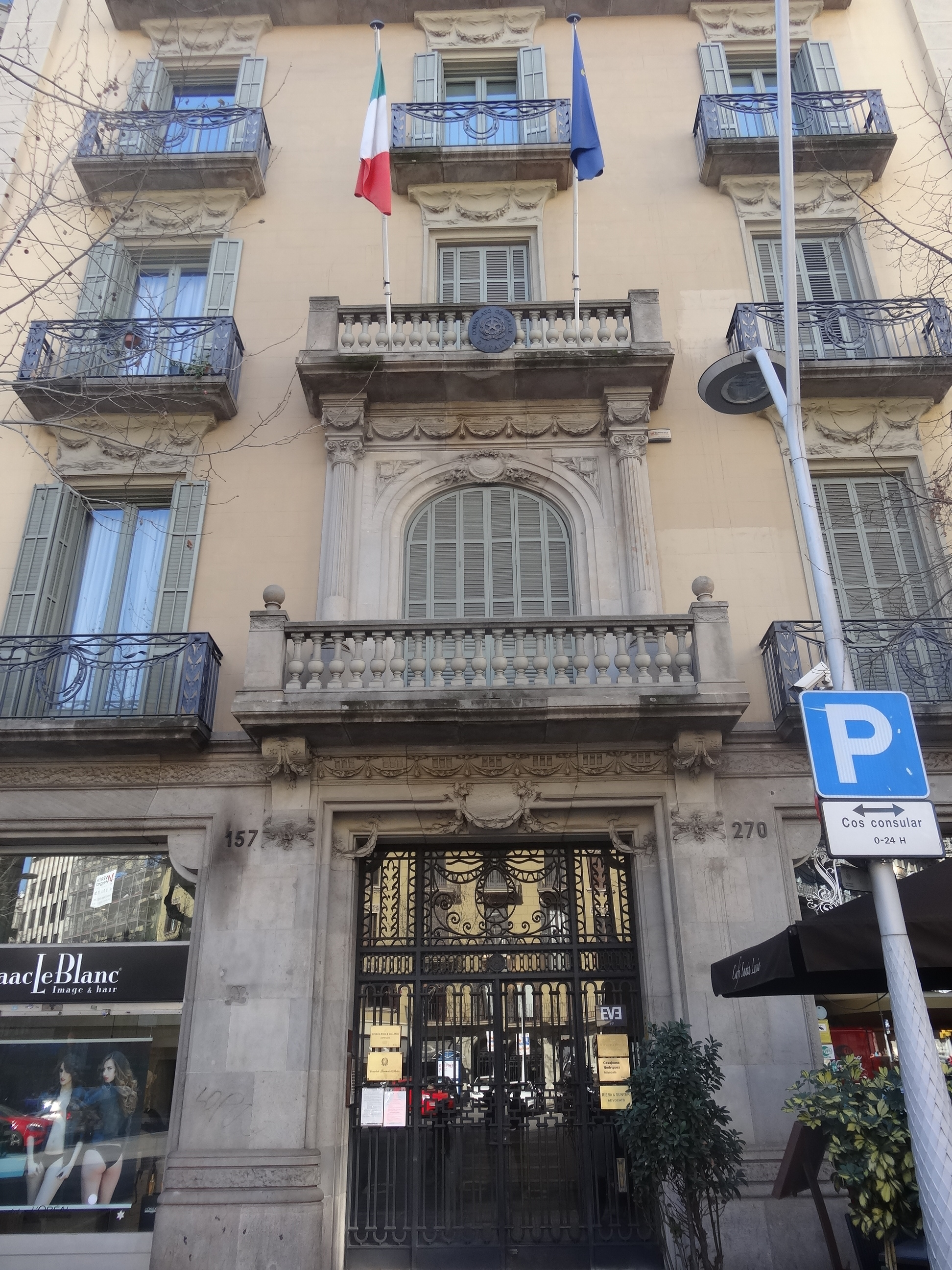
Consulat général à Barcelone.
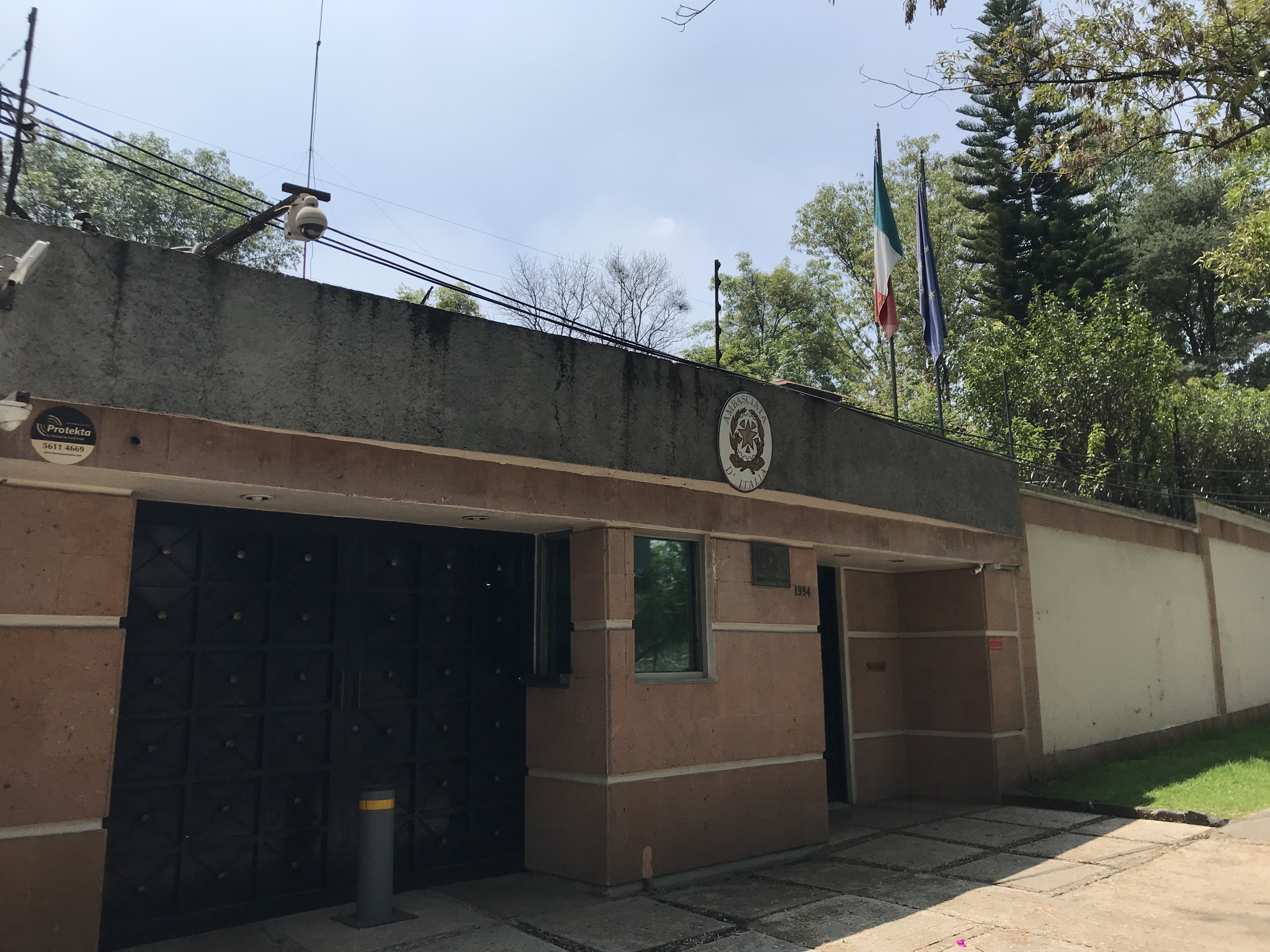
Ambassade à Mexico.
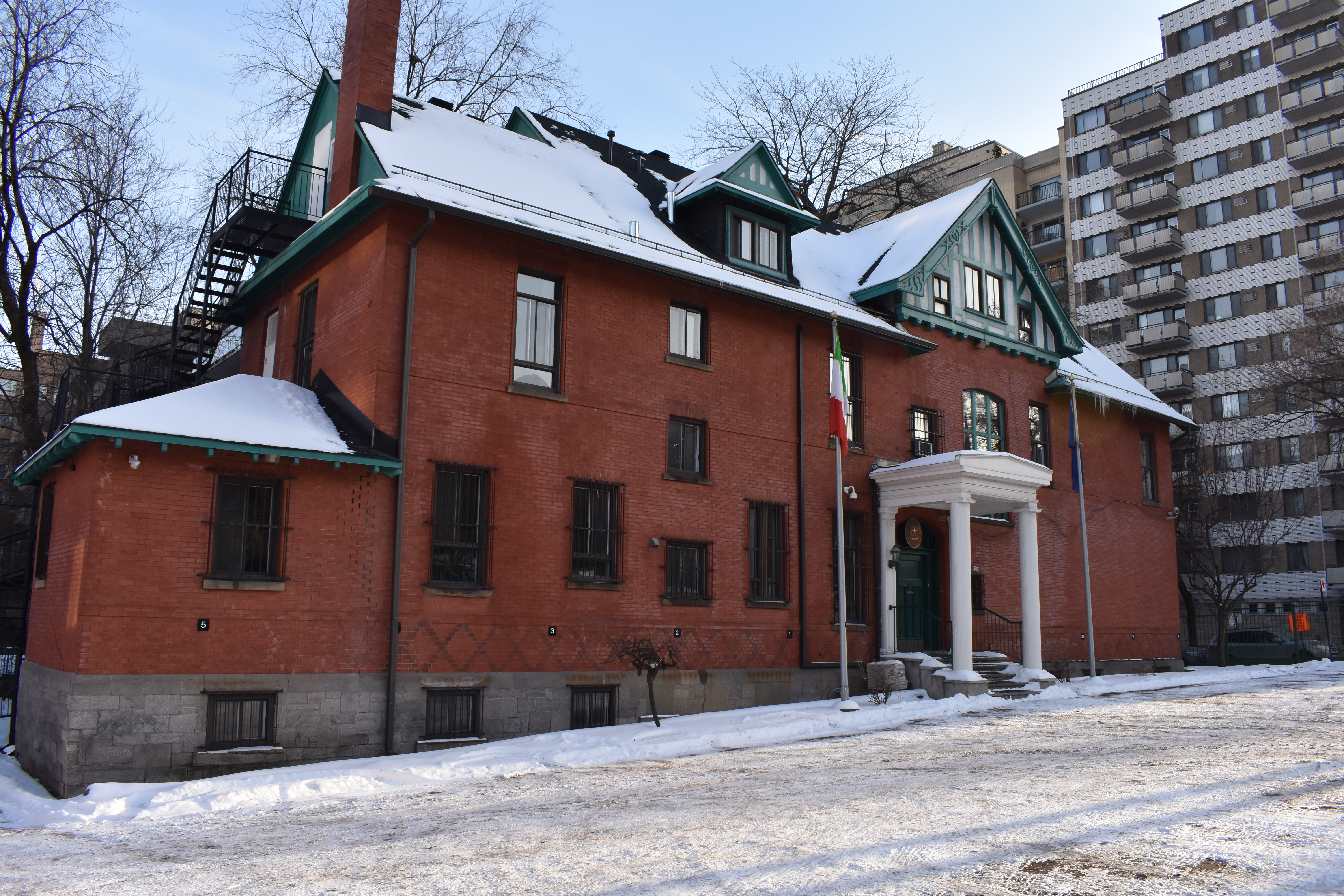
Consulat général à Montréal.
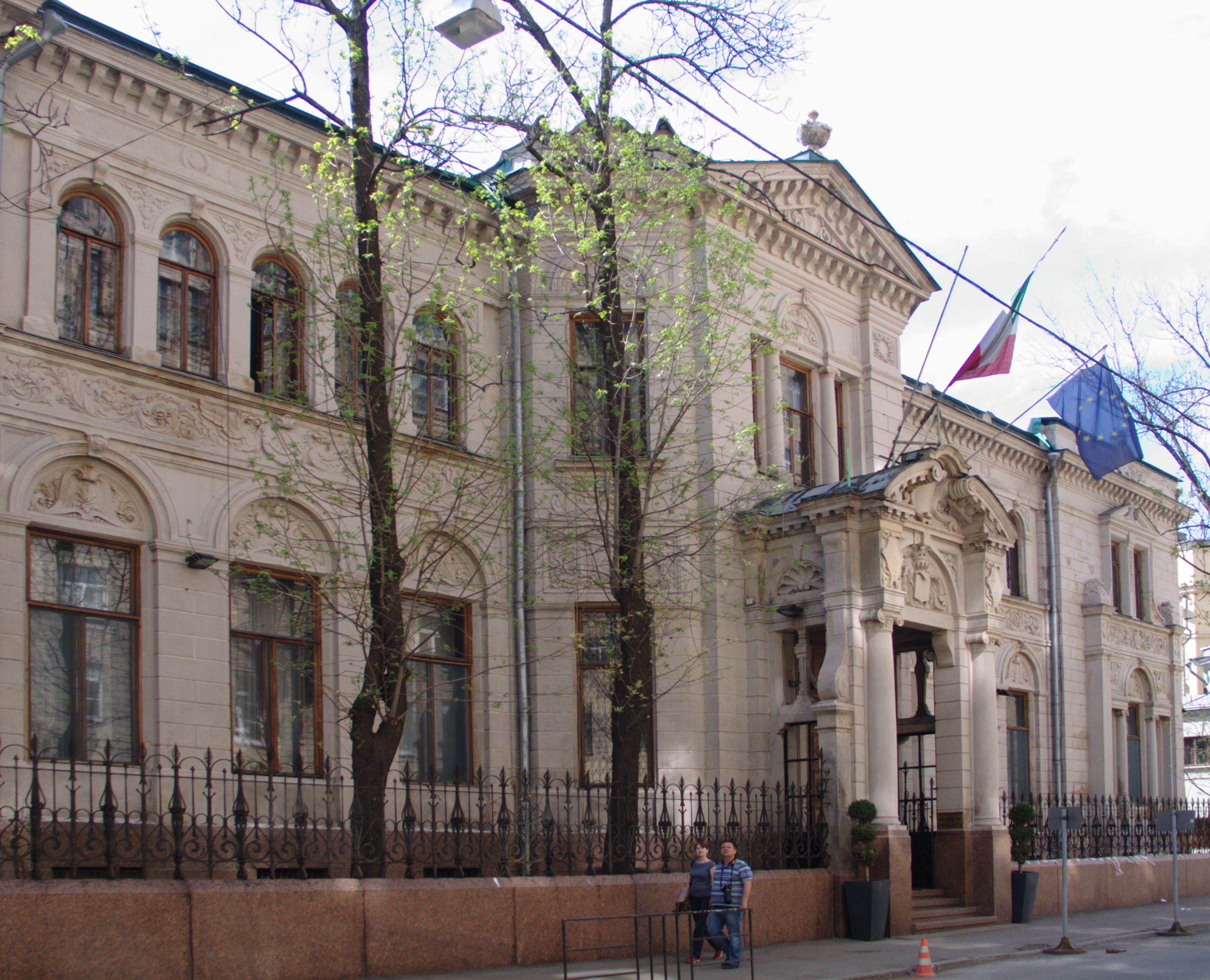
Ambassade à Moscou.
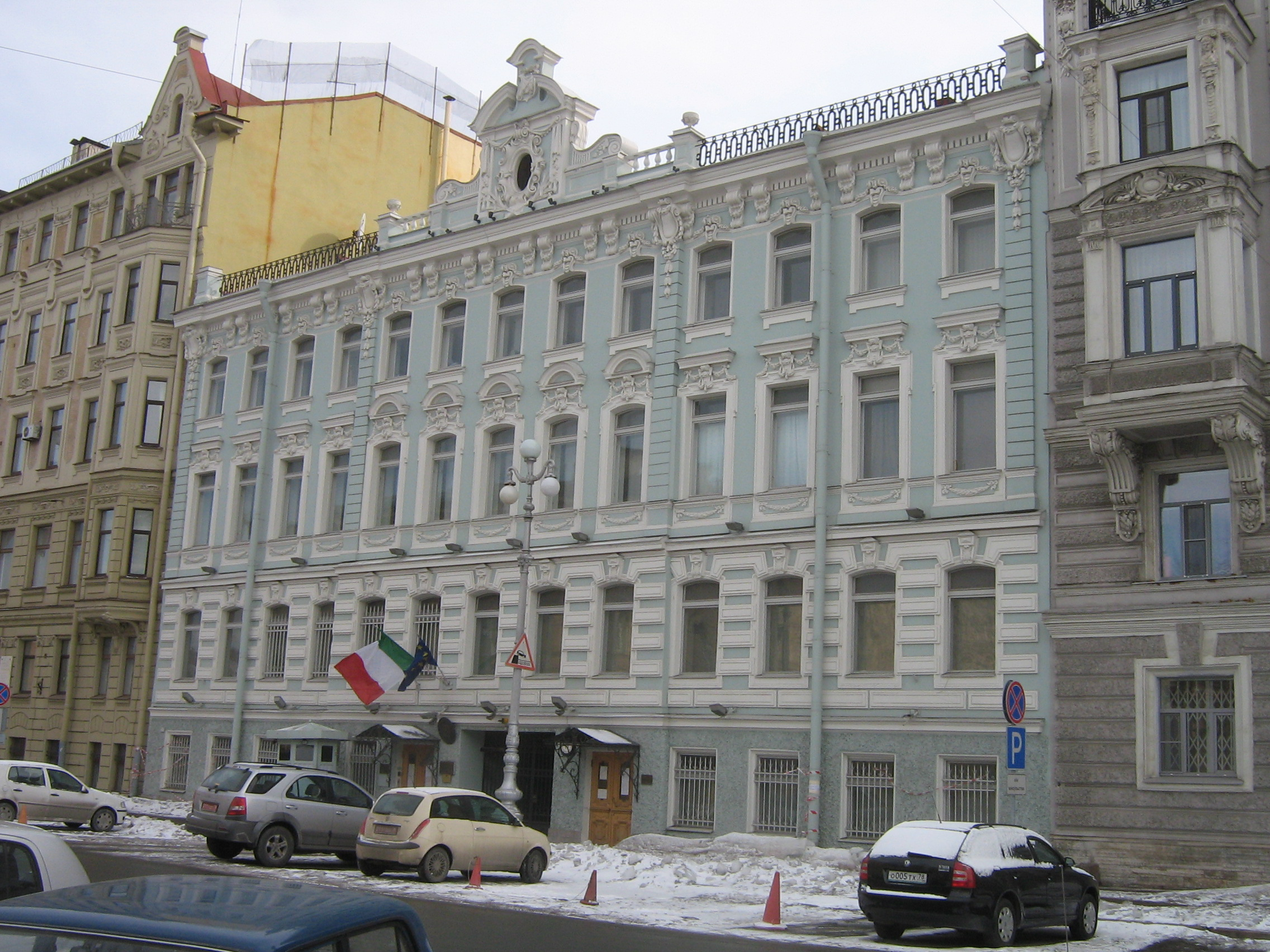
Consulat général à Saint-Pétersbourg.
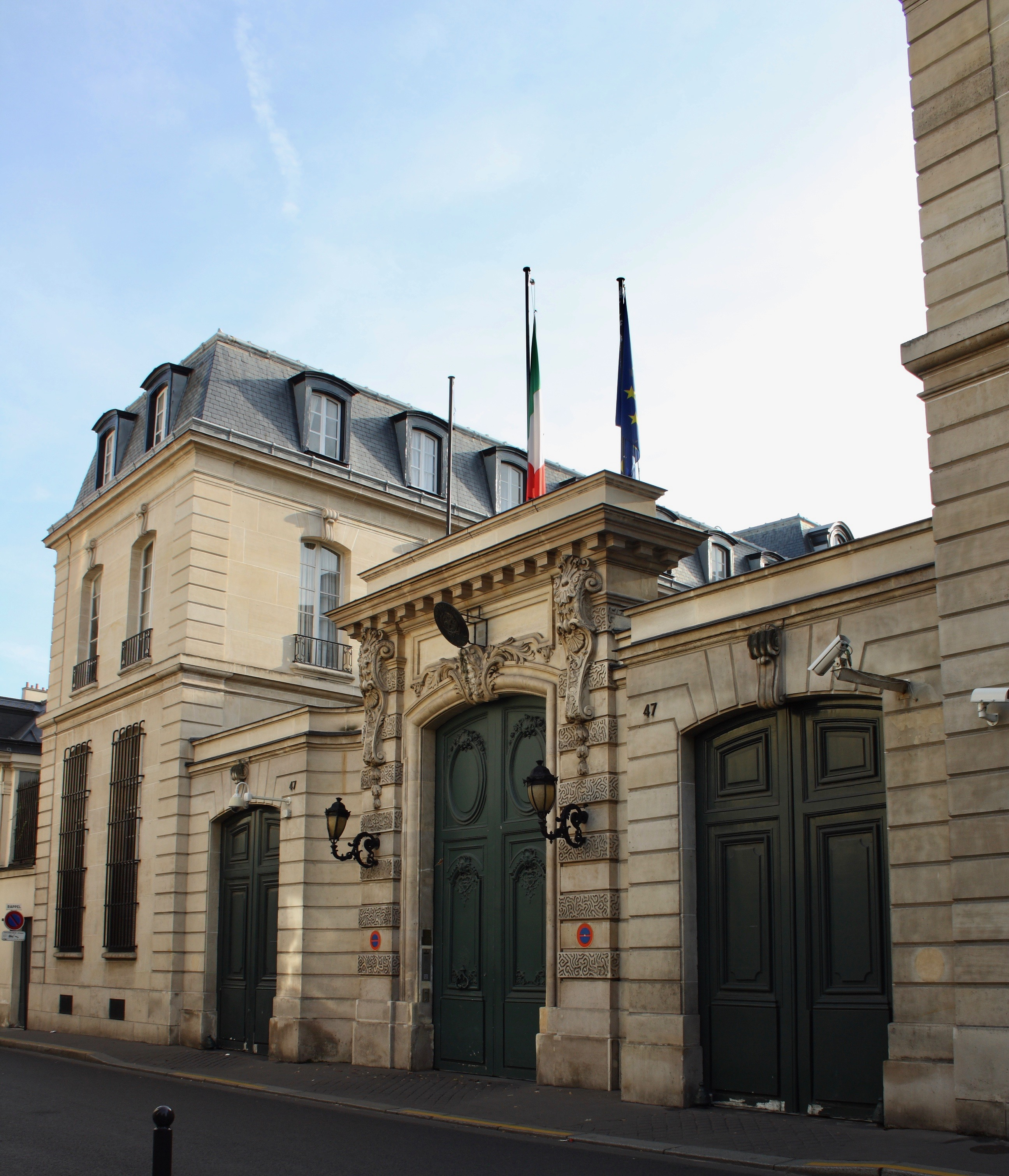
Ambassade à Paris.
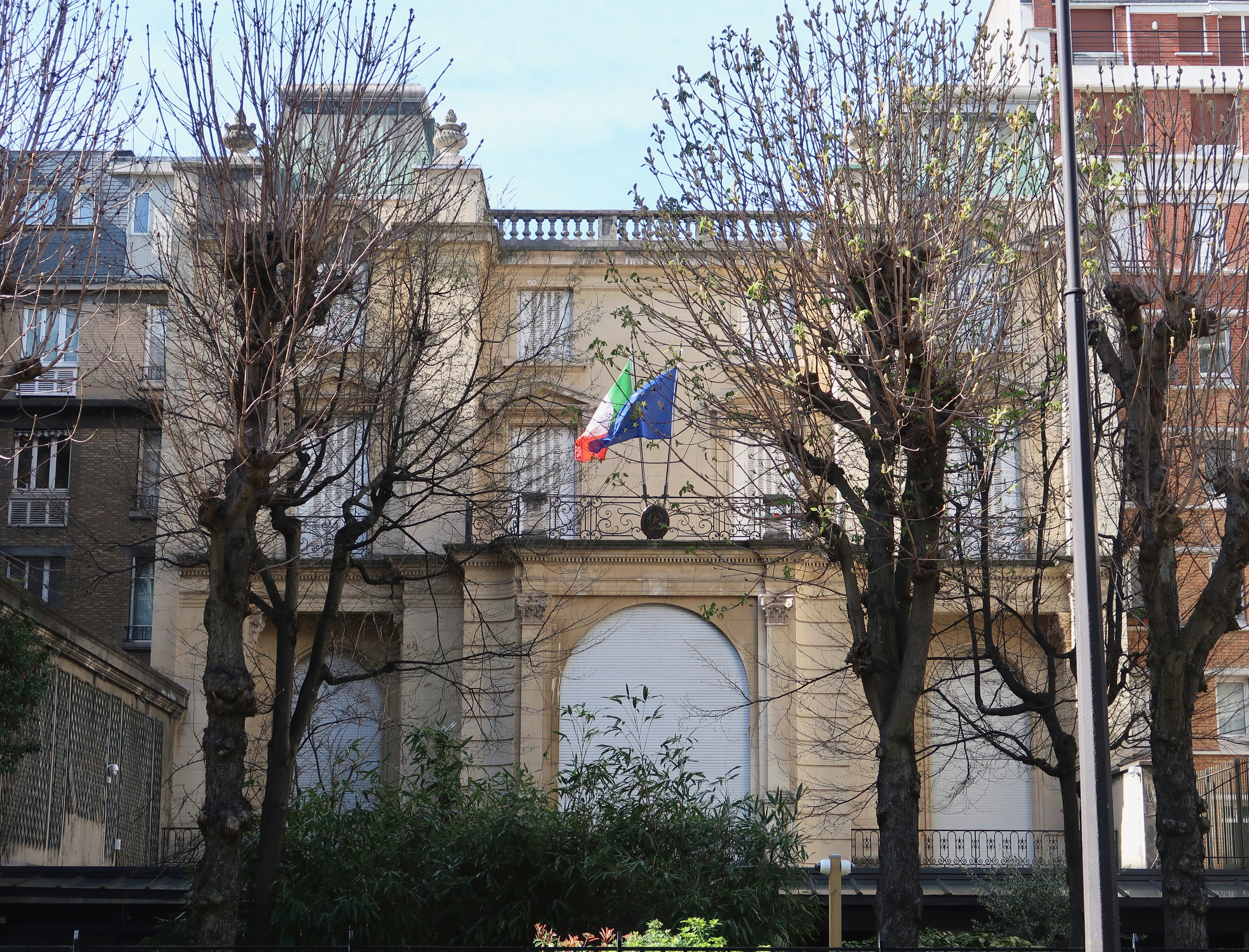
Consulat général à Paris.
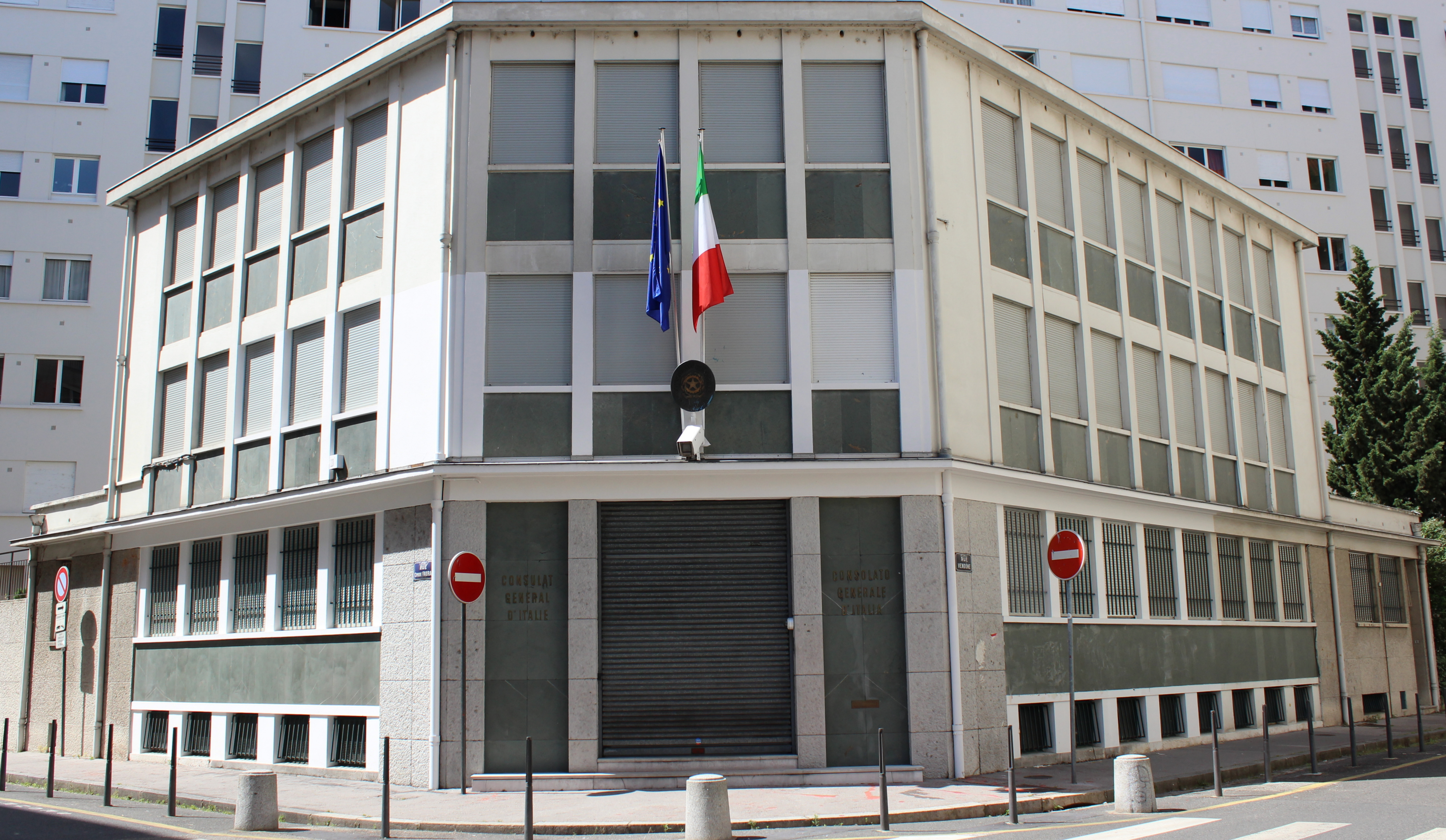
Consulat général à Lyon.
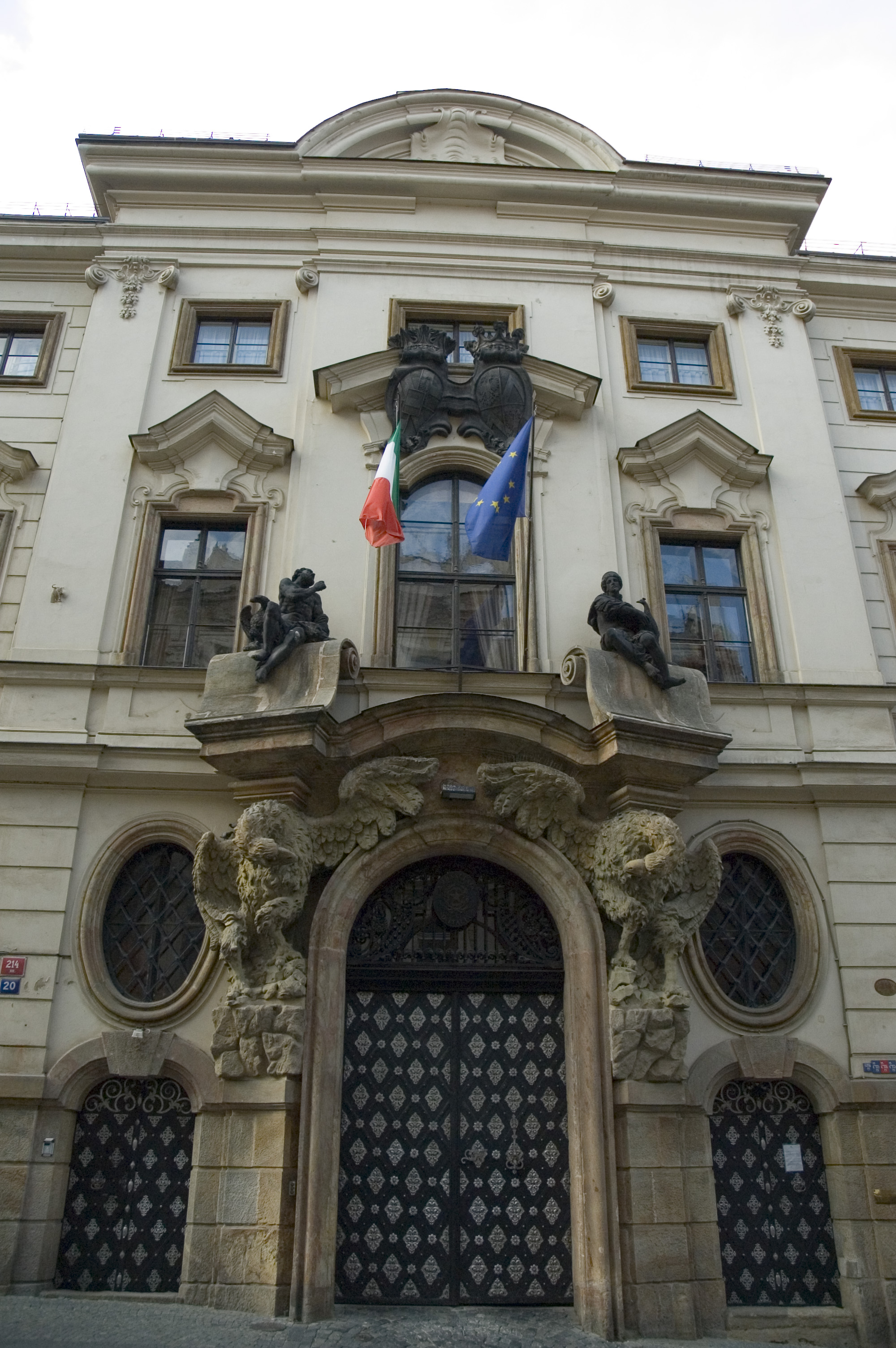
Ambassade à Prague.
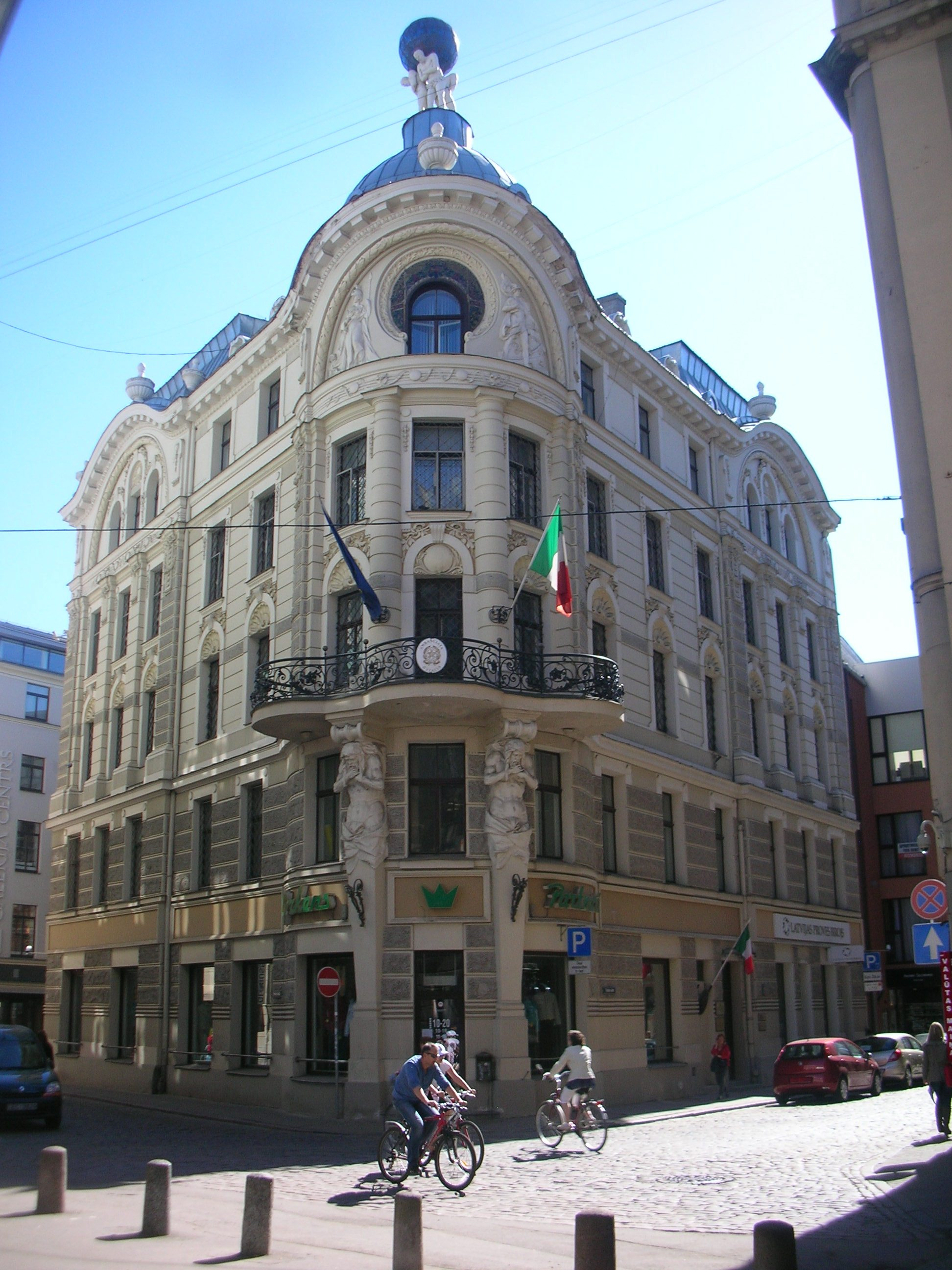
Ambassade à Riga.
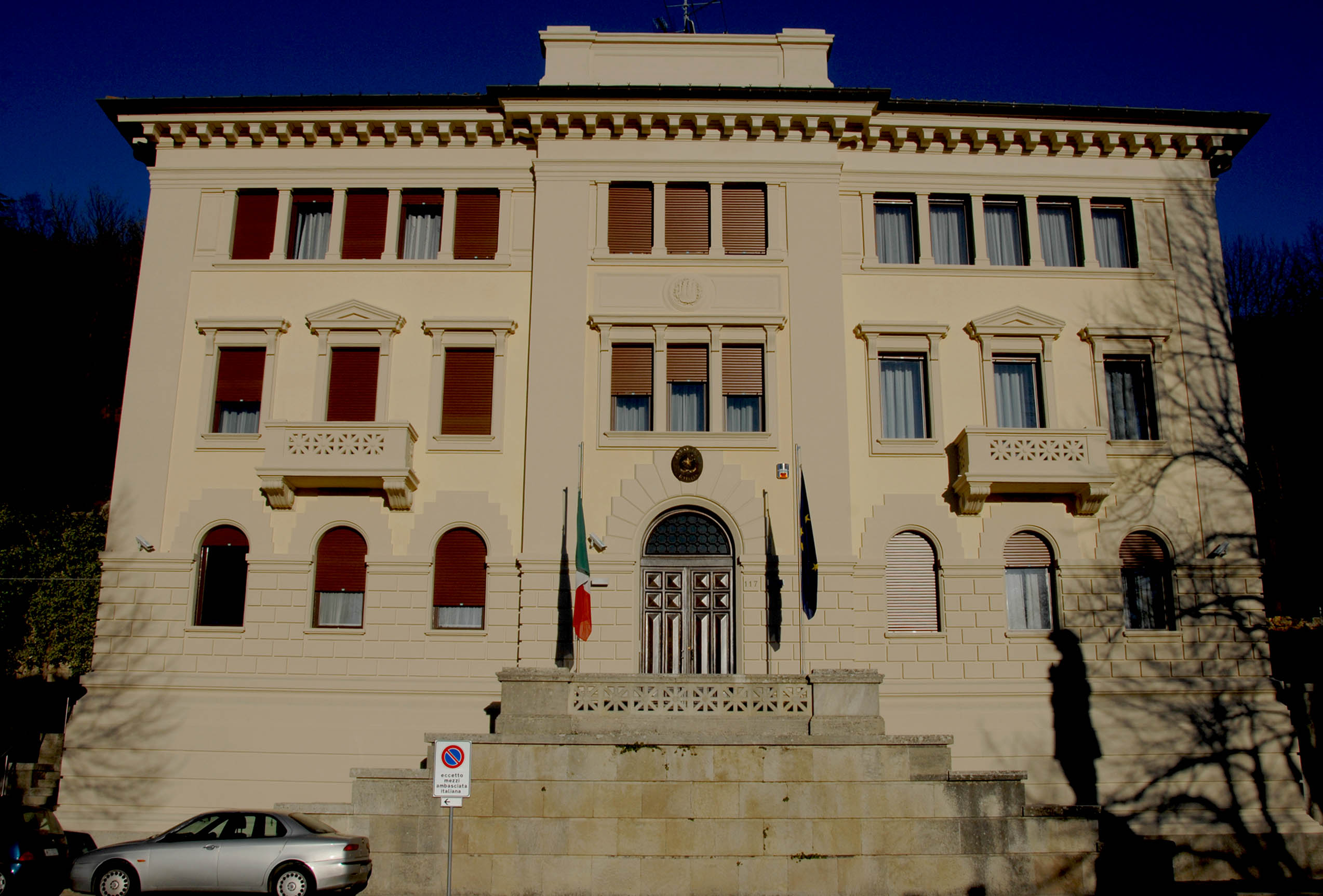
Ambassade à Saint-Marin.
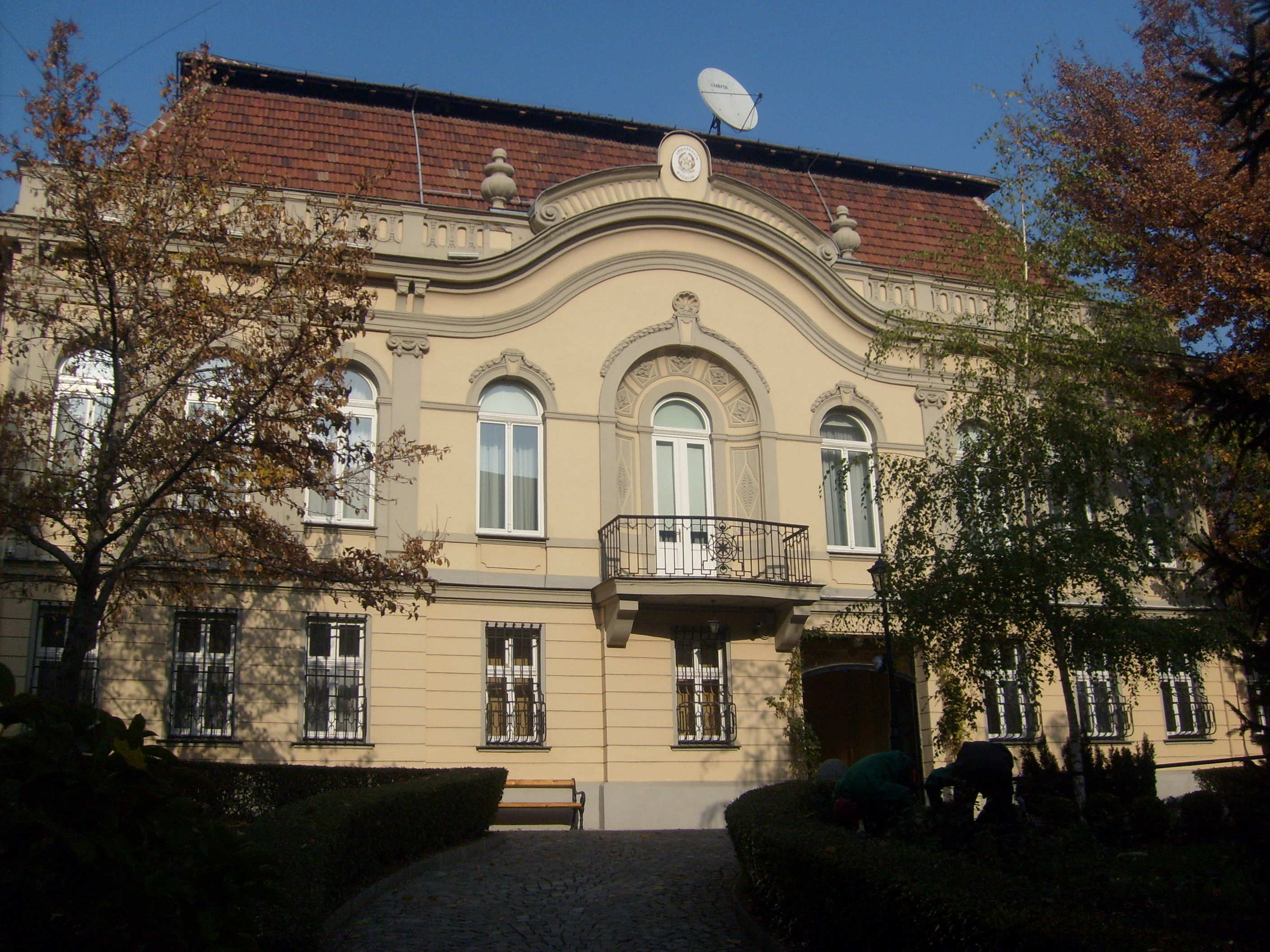
Ambassade à Sofia.
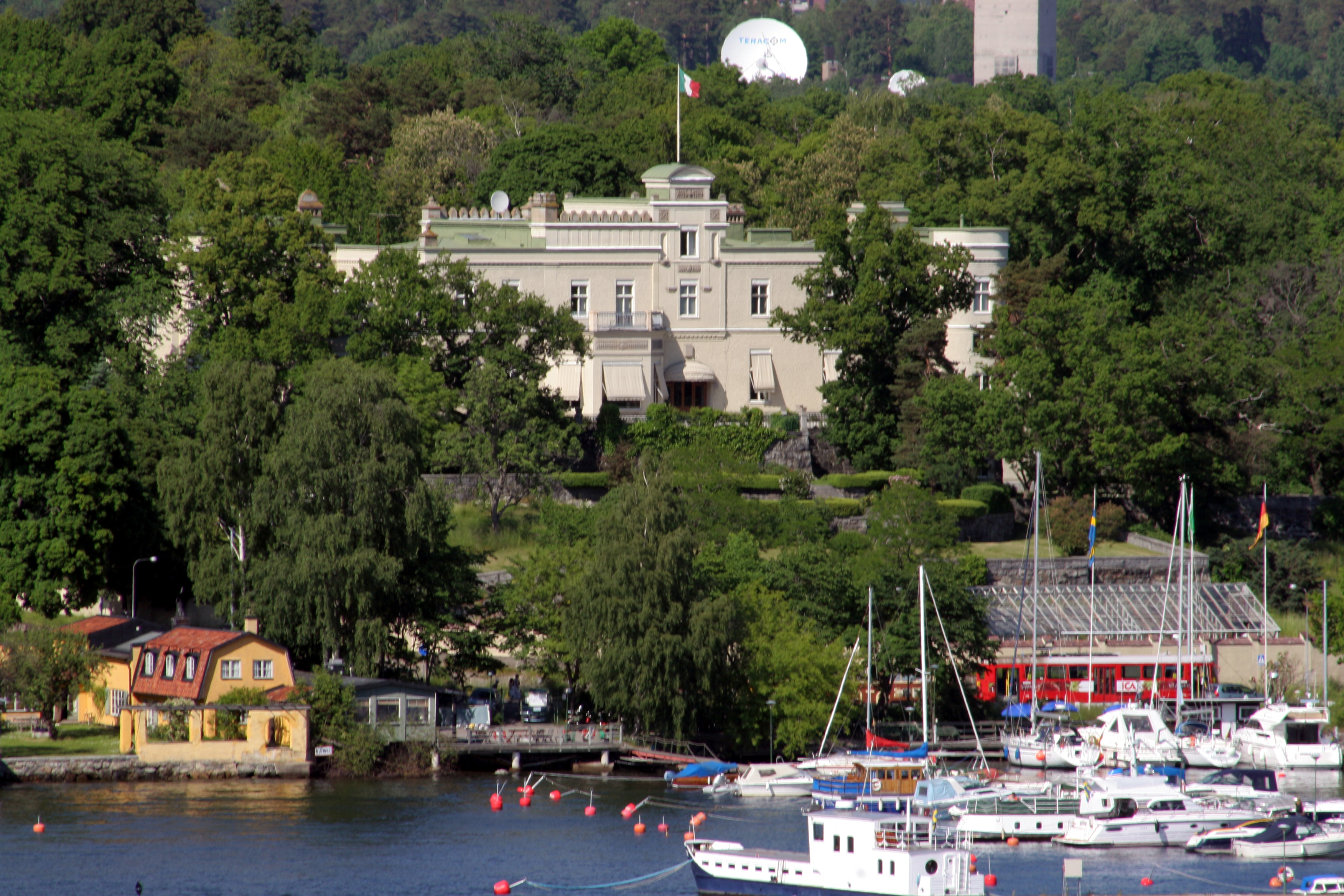
Ambassade à Stockholm.
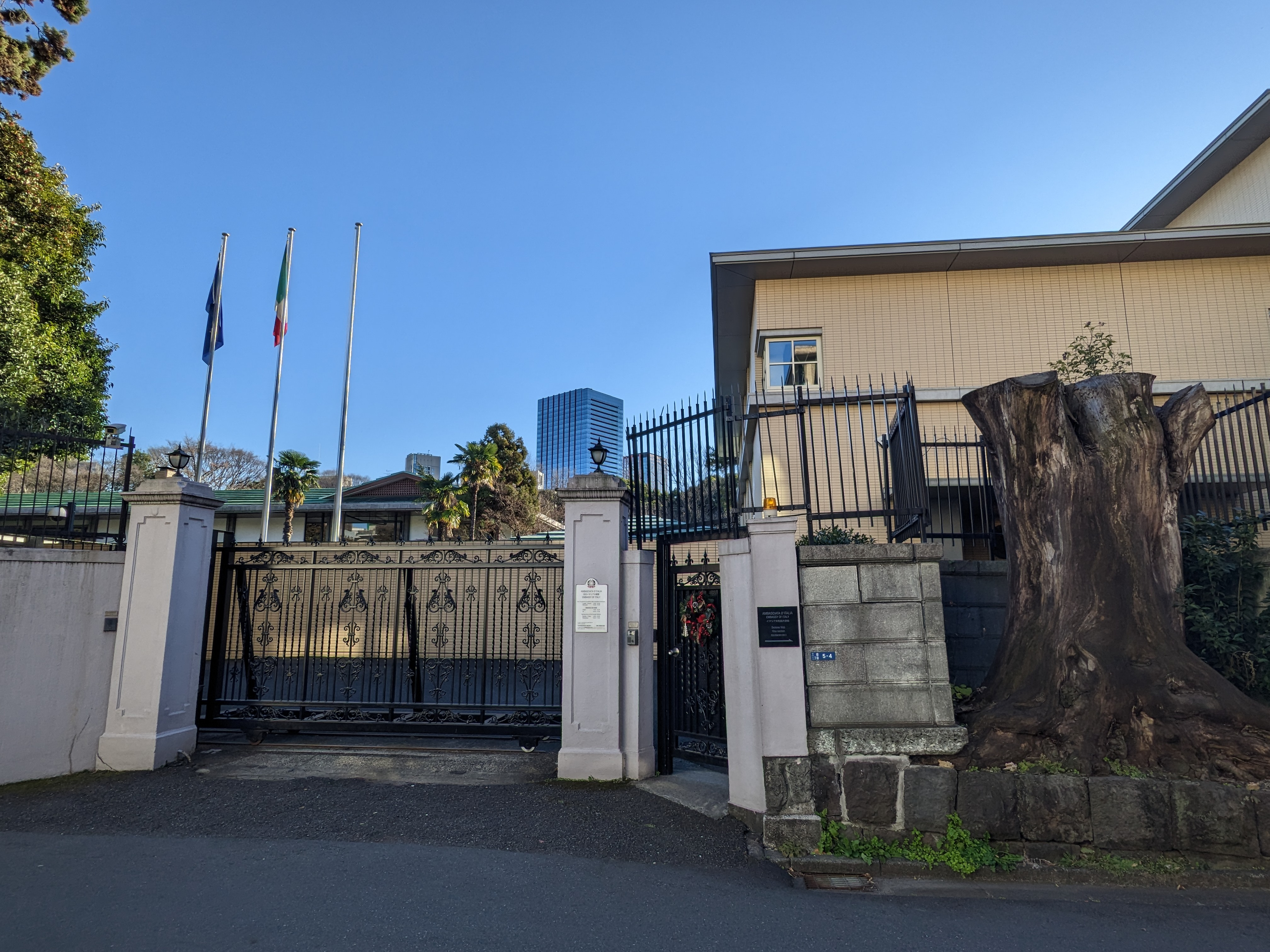
Ambassade à Tokyo.
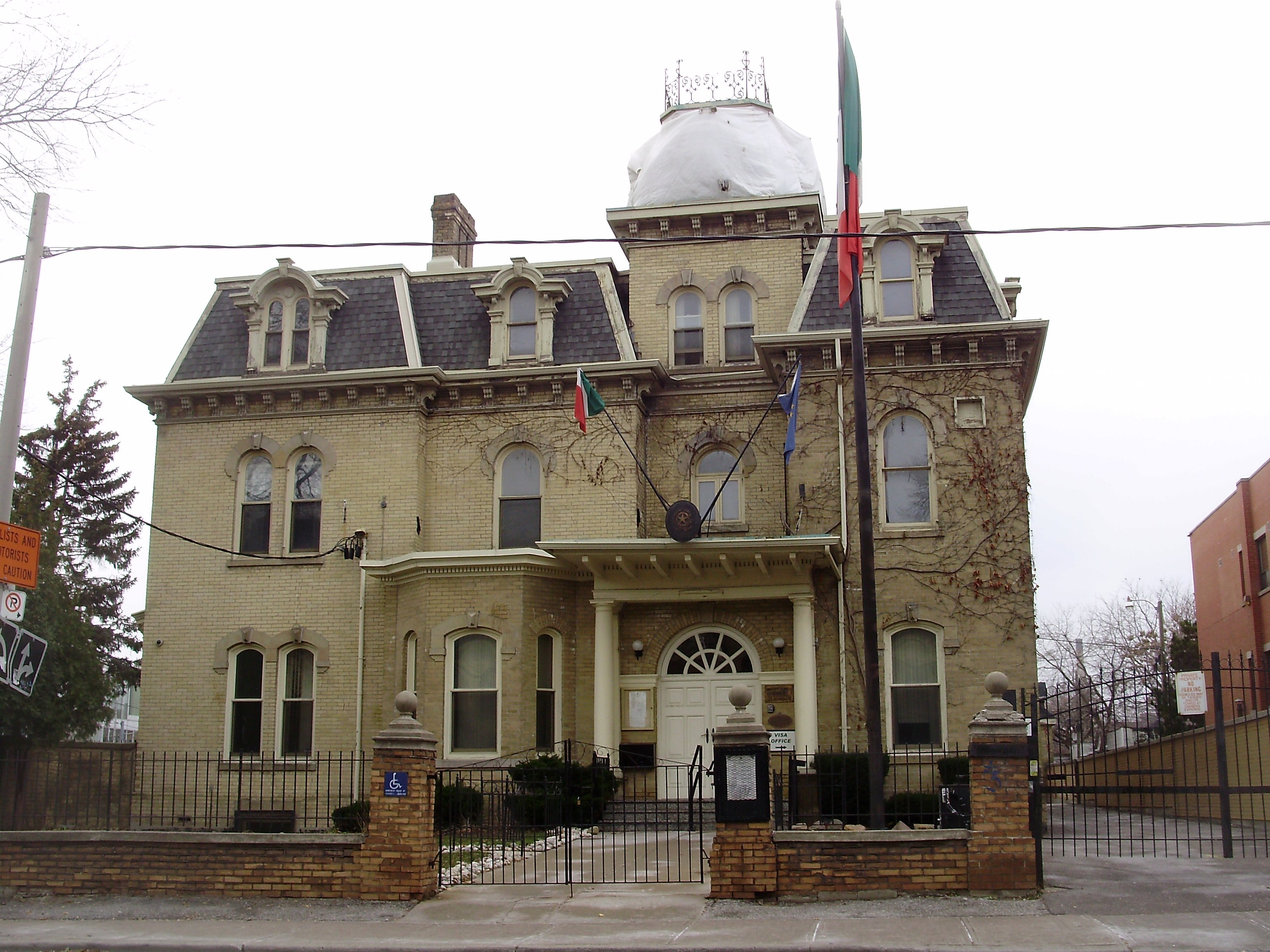
Consulat général à Toronto.
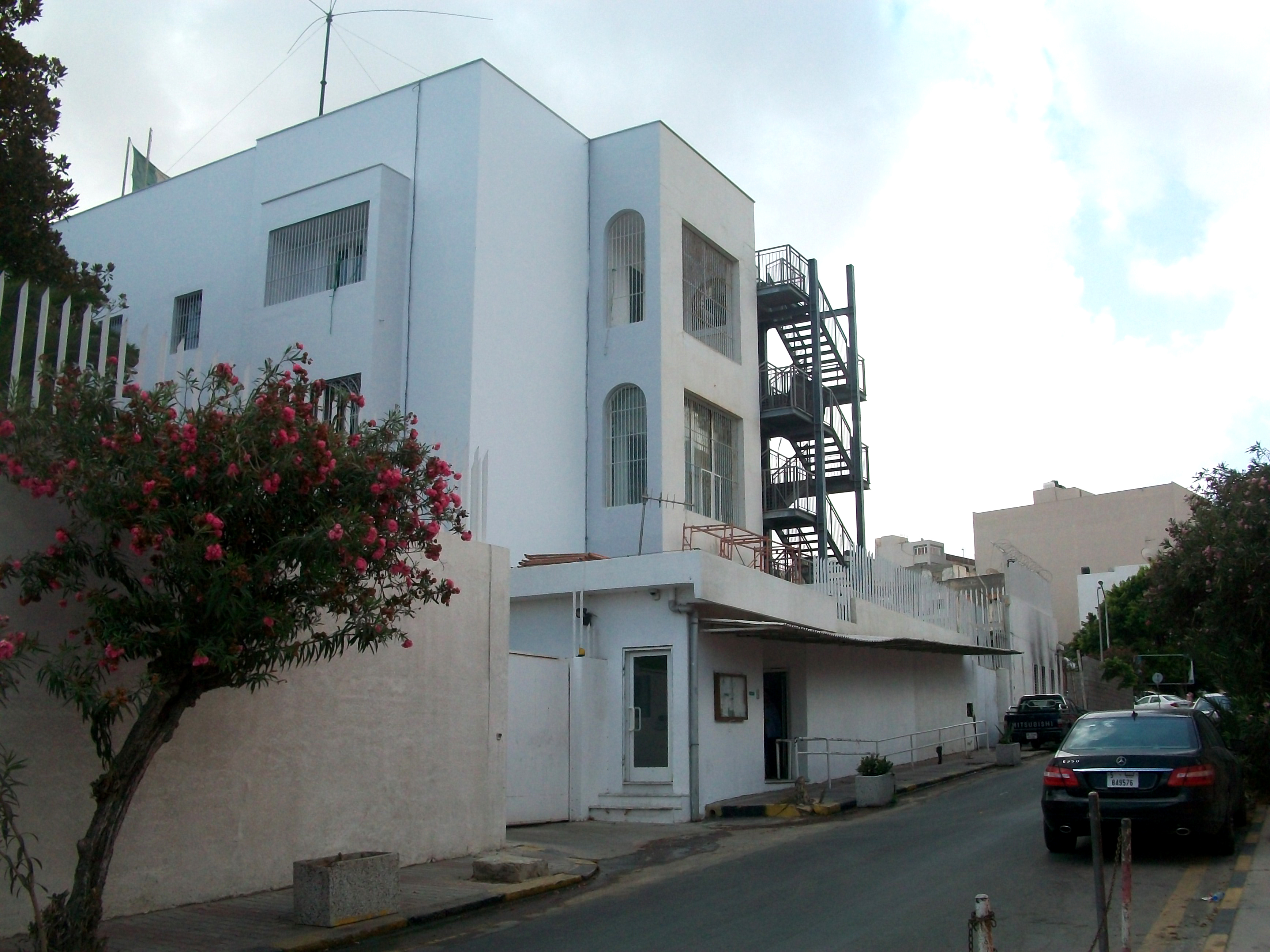
Consulat général à Tripoli.
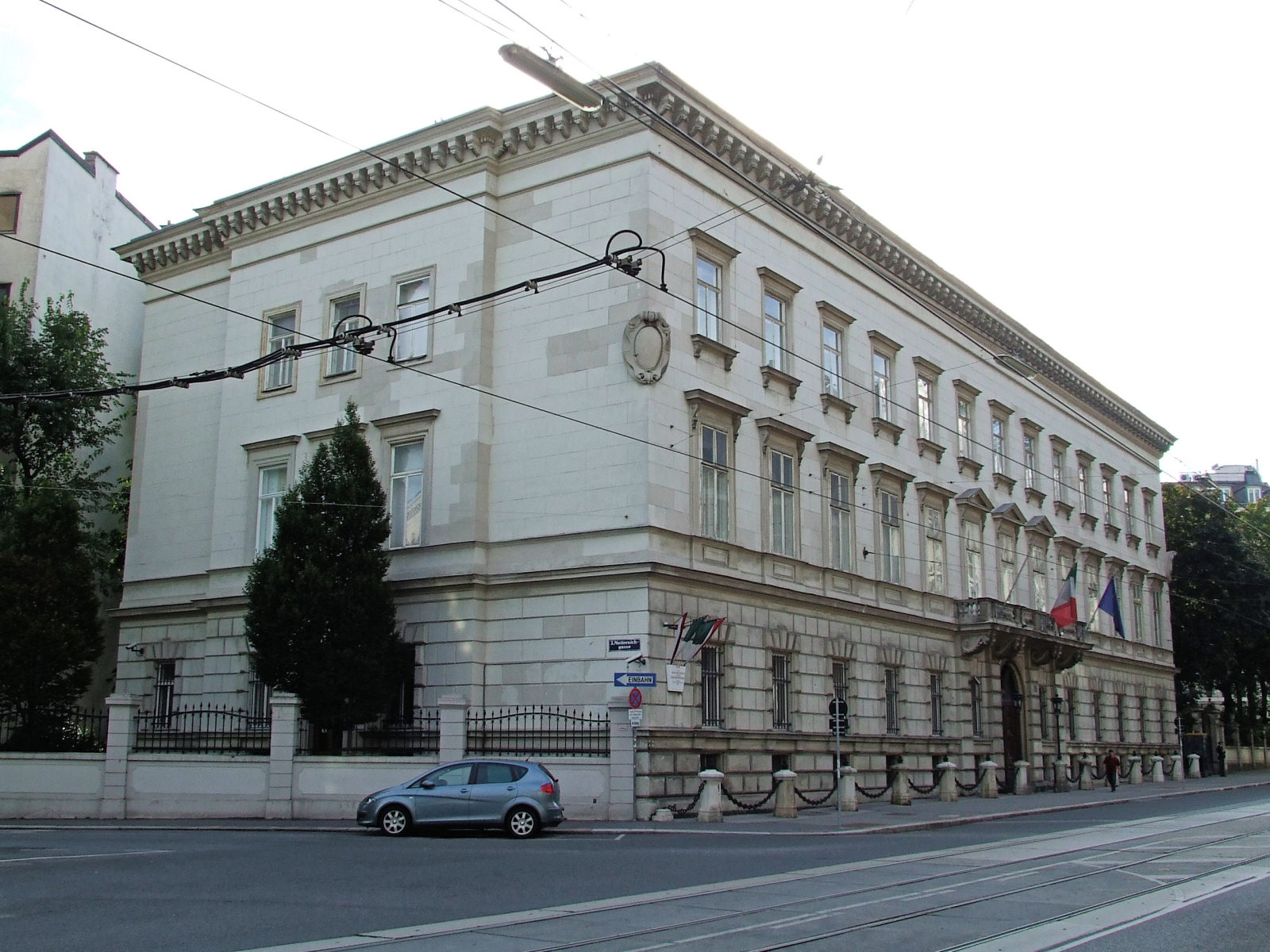
Ambassade à Vienne.
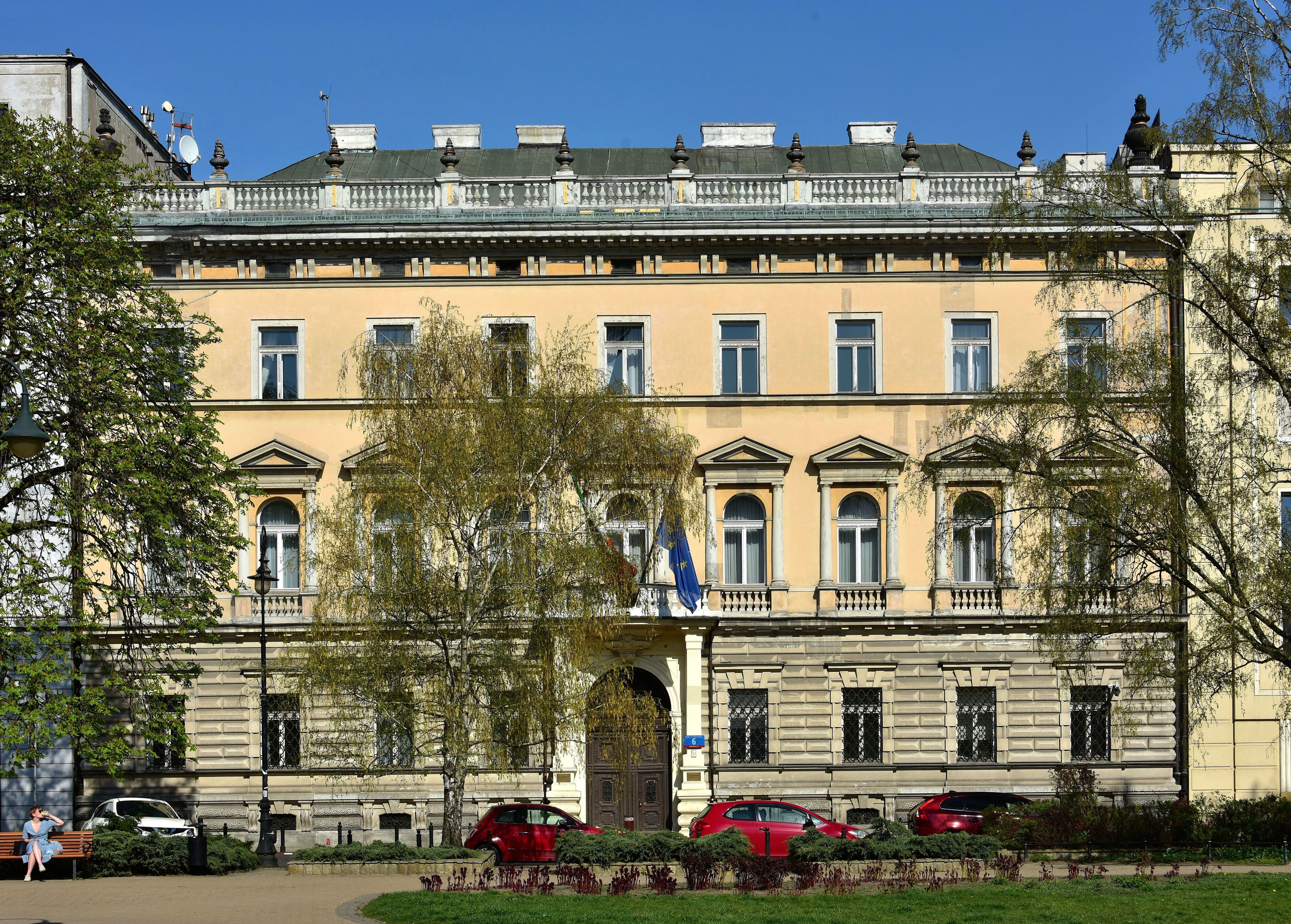
Ambassade à Varsovie.
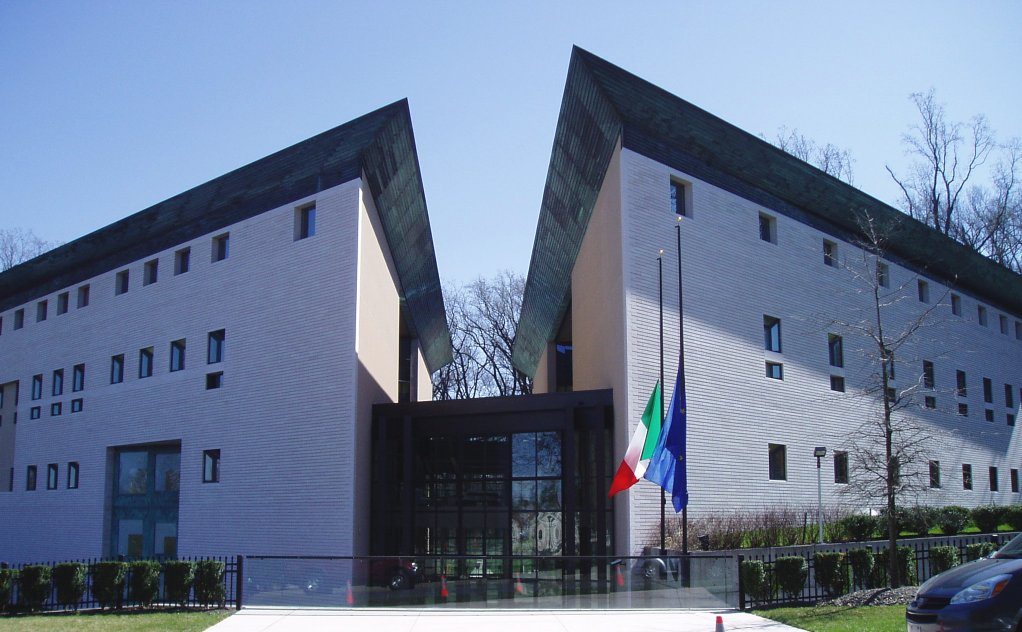
Ambassade à Washington.
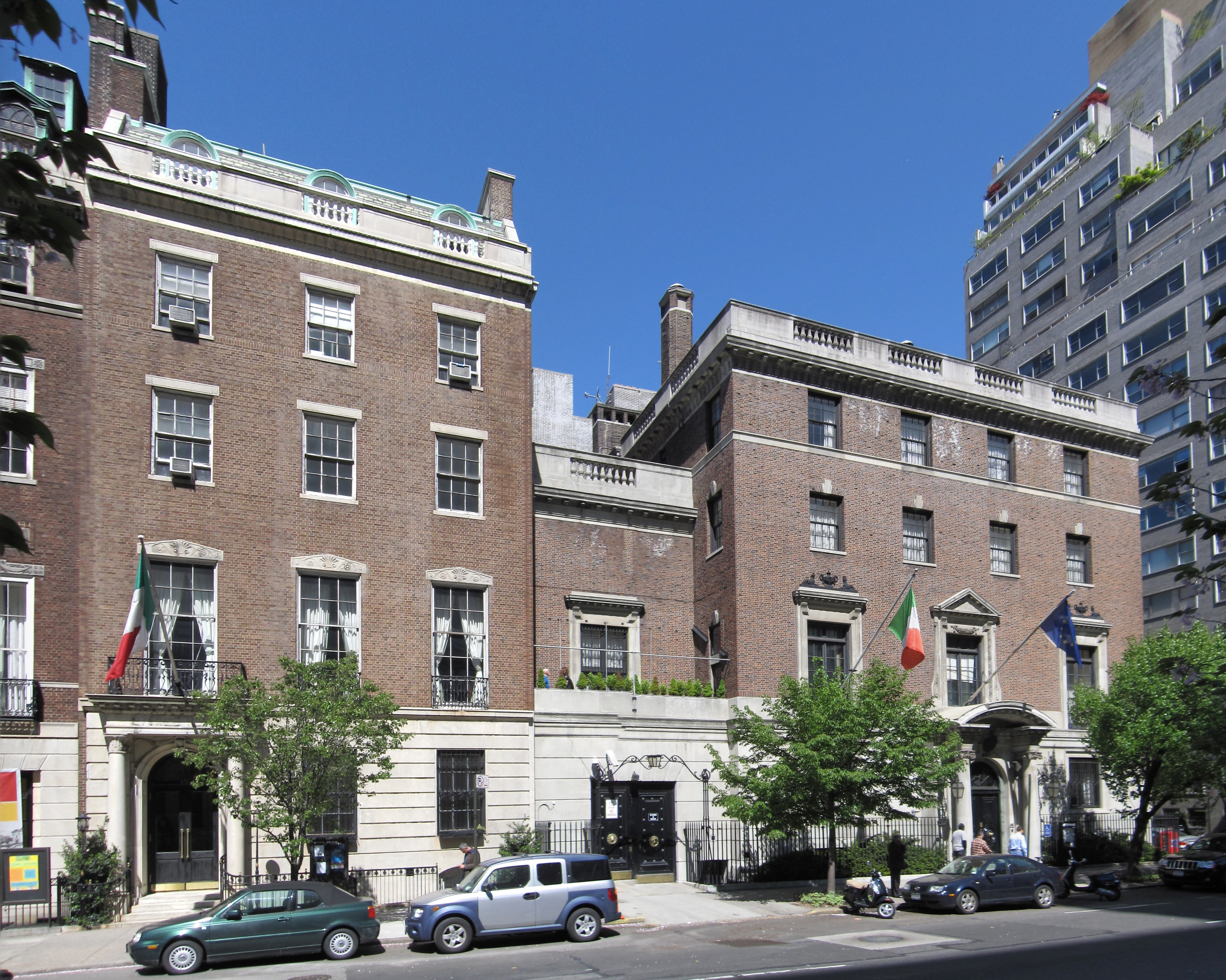
Consulat général à New York.
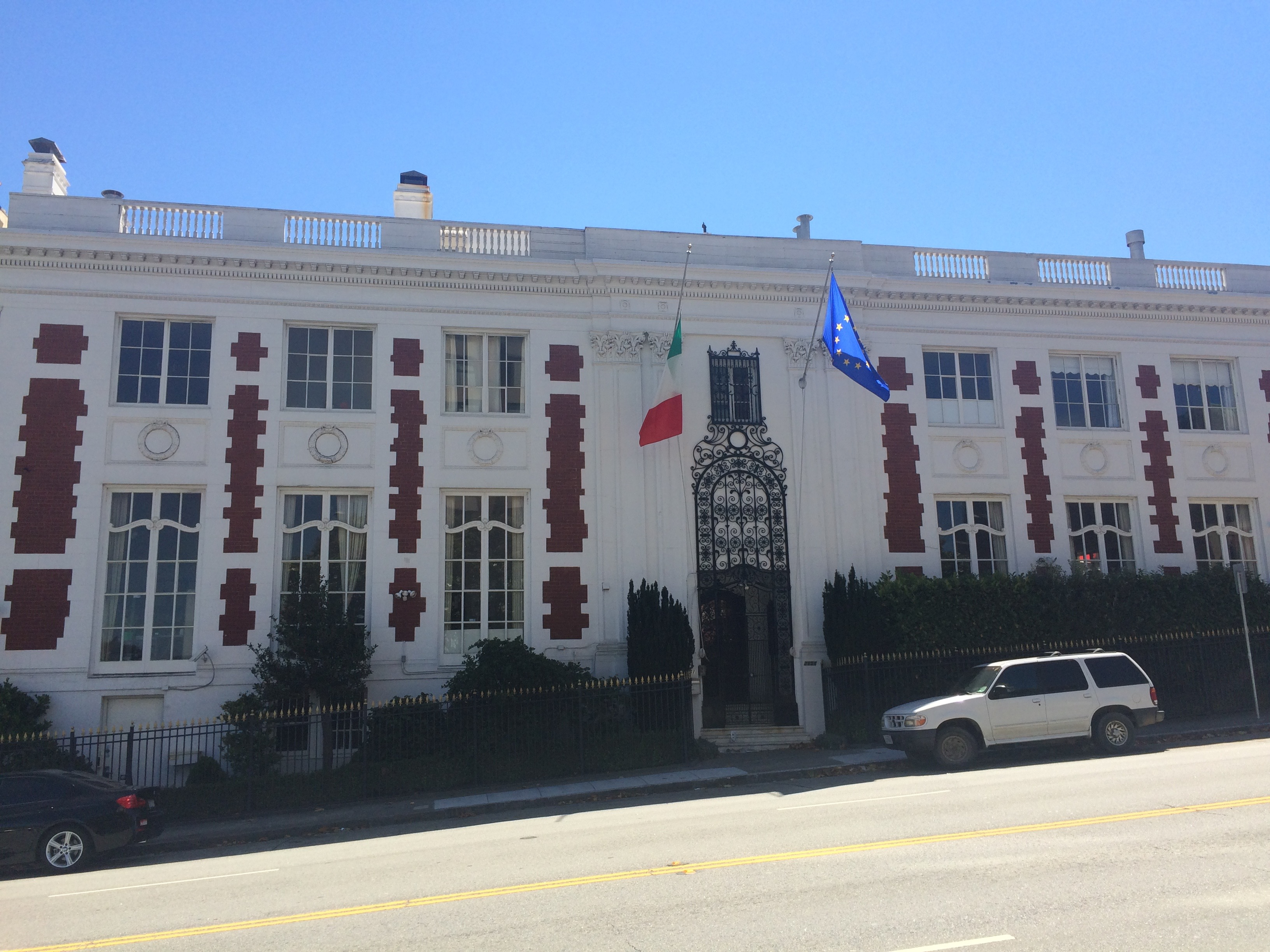
Consulat général à San Francisco.
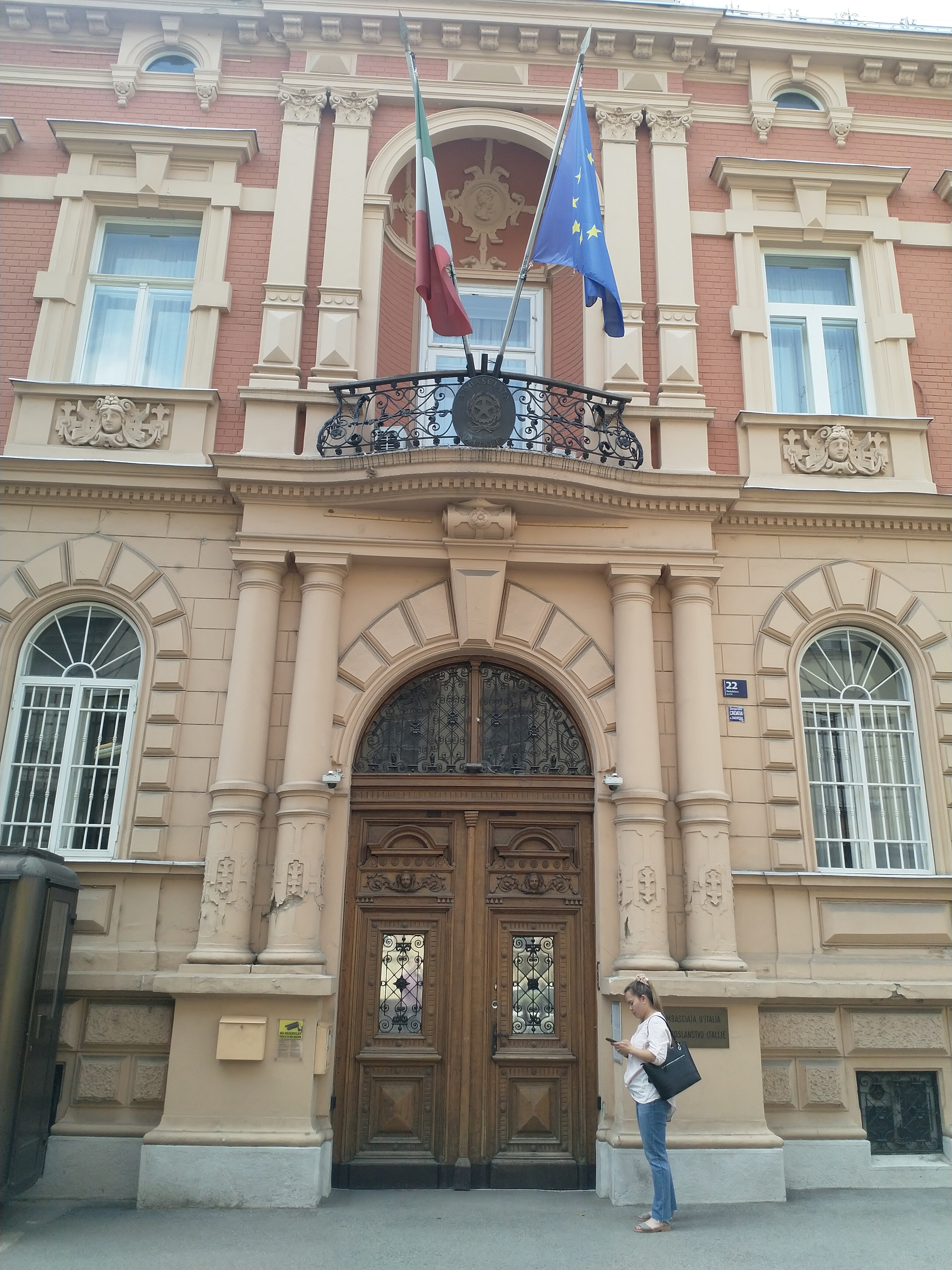
Ambassade à Zagreb.